# فهرست سیارک‌ها (۱۳۱۰۰۱–۱۳۲۰۰۱)
فهرست سیارک‌ها (۱۳۱۰۰۱ - ۱۳۲۰۰۱) فهرست سیارک‌ها از ۱۳۱۰۰۱ تا ۱۳۲۰۰۱ است.
| نام    | نام انگلیسی | تاریخ کشف       |
| ------ | ----------- | --------------- |
| ۱۳۱۰۰۱ | 2000 WJ180  | ۲۷ نوامبر ۲۰۰۰  |
| ۱۳۱۰۰۲ | 2000 WP188  | ۱۸ نوامبر ۲۰۰۰  |
| ۱۳۱۰۰۳ | 2000 WC192  | ۱۹ نوامبر ۲۰۰۰  |
| ۱۳۱۰۰۴ | 2000 WT195  | ۱۹ نوامبر ۲۰۰۰  |
| ۱۳۱۰۰۵ | 2000 XF2    | ۳ دسامبر ۲۰۰۰   |
| ۱۳۱۰۰۶ | 2000 XW3    | ۱ دسامبر ۲۰۰۰   |
| ۱۳۱۰۰۷ | 2000 XL8    | ۱ دسامبر ۲۰۰۰   |
| ۱۳۱۰۰۸ | 2000 XM8    | ۱ دسامبر ۲۰۰۰   |
| ۱۳۱۰۰۹ | 2000 XP9    | ۱ دسامبر ۲۰۰۰   |
| ۱۳۱۰۱۰ | 2000 XQ9    | ۱ دسامبر ۲۰۰۰   |
| ۱۳۱۰۱۱ | 2000 XA10   | ۱ دسامبر ۲۰۰۰   |
| ۱۳۱۰۱۲ | 2000 XJ10   | ۱ دسامبر ۲۰۰۰   |
| ۱۳۱۰۱۳ | 2000 XM10   | ۱ دسامبر ۲۰۰۰   |
| ۱۳۱۰۱۴ | 2000 XG13   | ۴ دسامبر ۲۰۰۰   |
| ۱۳۱۰۱۵ | 2000 XV15   | ۱ دسامبر ۲۰۰۰   |
| ۱۳۱۰۱۶ | 2000 XX25   | ۴ دسامبر ۲۰۰۰   |
| ۱۳۱۰۱۷ | 2000 XR26   | ۴ دسامبر ۲۰۰۰   |
| ۱۳۱۰۱۸ | 2000 XA27   | ۴ دسامبر ۲۰۰۰   |
| ۱۳۱۰۱۹ | 2000 XC31   | ۴ دسامبر ۲۰۰۰   |
| ۱۳۱۰۲۰ | 2000 XG32   | ۴ دسامبر ۲۰۰۰   |
| ۱۳۱۰۲۱ | 2000 XR33   | ۴ دسامبر ۲۰۰۰   |
| ۱۳۱۰۲۲ | 2000 XQ37   | ۵ دسامبر ۲۰۰۰   |
| ۱۳۱۰۲۳ | 2000 XK38   | ۵ دسامبر ۲۰۰۰   |
| ۱۳۱۰۲۴ | 2000 XD39   | ۴ دسامبر ۲۰۰۰   |
| ۱۳۱۰۲۵ | 2000 XO39   | ۴ دسامبر ۲۰۰۰   |
| ۱۳۱۰۲۶ | 2000 XE41   | ۵ دسامبر ۲۰۰۰   |
| ۱۳۱۰۲۷ | 2000 XP42   | ۵ دسامبر ۲۰۰۰   |
| ۱۳۱۰۲۸ | 2000 XQ42   | ۵ دسامبر ۲۰۰۰   |
| ۱۳۱۰۲۹ | 2000 XV42   | ۵ دسامبر ۲۰۰۰   |
| ۱۳۱۰۳۰ | 2000 XG46   | ۵ دسامبر ۲۰۰۰   |
| ۱۳۱۰۳۱ | 2000 XU46   | ۷ دسامبر ۲۰۰۰   |
| ۱۳۱۰۳۲ | 2000 XQ48   | ۴ دسامبر ۲۰۰۰   |
| ۱۳۱۰۳۳ | 2000 XG50   | ۴ دسامبر ۲۰۰۰   |
| ۱۳۱۰۳۴ | 2000 XZ52   | ۶ دسامبر ۲۰۰۰   |
| ۱۳۱۰۳۵ | 2000 XV53   | ۵ دسامبر ۲۰۰۰   |
| ۱۳۱۰۳۵ | 2000 YE     | ۱۶ دسامبر ۲۰۰۰  |
| ۱۳۱۰۳۵ | 2000 YN     | ۱۶ دسامبر ۲۰۰۰  |
| ۱۳۱۰۳۵ | 2000 YP     | ۱۶ دسامبر ۲۰۰۰  |
| ۱۳۱۰۳۹ | 2000 YO2    | ۱۷ دسامبر ۲۰۰۰  |
| ۱۳۱۰۴۰ | 2000 YM8    | ۱۶ دسامبر ۲۰۰۰  |
| ۱۳۱۰۴۱ | 2000 YA13   | ۲۴ دسامبر ۲۰۰۰  |
| ۱۳۱۰۴۲ | 2000 YF16   | ۲۳ دسامبر ۲۰۰۰  |
| ۱۳۱۰۴۳ | 2000 YU25   | ۲۲ دسامبر ۲۰۰۰  |
| ۱۳۱۰۴۴ | 2000 YB26   | ۲۳ دسامبر ۲۰۰۰  |
| ۱۳۱۰۴۵ | 2000 YH32   | ۳۰ دسامبر ۲۰۰۰  |
| ۱۳۱۰۴۶ | 2000 YX32   | ۳۰ دسامبر ۲۰۰۰  |
| ۱۳۱۰۴۷ | 2000 YB35   | ۲۸ دسامبر ۲۰۰۰  |
| ۱۳۱۰۴۸ | 2000 YM38   | ۳۰ دسامبر ۲۰۰۰  |
| ۱۳۱۰۴۹ | 2000 YP38   | ۳۰ دسامبر ۲۰۰۰  |
| ۱۳۱۰۵۰ | 2000 YF48   | ۳۰ دسامبر ۲۰۰۰  |
| ۱۳۱۰۵۱ | 2000 YK48   | ۳۰ دسامبر ۲۰۰۰  |
| ۱۳۱۰۵۲ | 2000 YW48   | ۳۰ دسامبر ۲۰۰۰  |
| ۱۳۱۰۵۳ | 2000 YY50   | ۳۰ دسامبر ۲۰۰۰  |
| ۱۳۱۰۵۴ | 2000 YA53   | ۳۰ دسامبر ۲۰۰۰  |
| ۱۳۱۰۵۵ | 2000 YP54   | ۳۰ دسامبر ۲۰۰۰  |
| ۱۳۱۰۵۶ | 2000 YU54   | ۳۰ دسامبر ۲۰۰۰  |
| ۱۳۱۰۵۷ | 2000 YG56   | ۳۰ دسامبر ۲۰۰۰  |
| ۱۳۱۰۵۸ | 2000 YE58   | ۳۰ دسامبر ۲۰۰۰  |
| ۱۳۱۰۵۹ | 2000 YP59   | ۳۰ دسامبر ۲۰۰۰  |
| ۱۳۱۰۶۰ | 2000 YB62   | ۳۰ دسامبر ۲۰۰۰  |
| ۱۳۱۰۶۱ | 2000 YG62   | ۳۰ دسامبر ۲۰۰۰  |
| ۱۳۱۰۶۲ | 2000 YG69   | ۳۰ دسامبر ۲۰۰۰  |
| ۱۳۱۰۶۳ | 2000 YP69   | ۳۰ دسامبر ۲۰۰۰  |
| ۱۳۱۰۶۴ | 2000 YA70   | ۳۰ دسامبر ۲۰۰۰  |
| ۱۳۱۰۶۵ | 2000 YS75   | ۳۰ دسامبر ۲۰۰۰  |
| ۱۳۱۰۶۶ | 2000 YF77   | ۳۰ دسامبر ۲۰۰۰  |
| ۱۳۱۰۶۷ | 2000 YO78   | ۳۰ دسامبر ۲۰۰۰  |
| ۱۳۱۰۶۸ | 2000 YT79   | ۳۰ دسامبر ۲۰۰۰  |
| ۱۳۱۰۶۹ | 2000 YD83   | ۳۰ دسامبر ۲۰۰۰  |
| ۱۳۱۰۷۰ | 2000 YY85   | ۳۰ دسامبر ۲۰۰۰  |
| ۱۳۱۰۷۱ | 2000 YR89   | ۳۰ دسامبر ۲۰۰۰  |
| ۱۳۱۰۷۲ | 2000 YH91   | ۳۰ دسامبر ۲۰۰۰  |
| ۱۳۱۰۷۳ | 2000 YQ91   | ۳۰ دسامبر ۲۰۰۰  |
| ۱۳۱۰۷۴ | 2000 YZ92   | ۳۰ دسامبر ۲۰۰۰  |
| ۱۳۱۰۷۵ | 2000 YP94   | ۳۰ دسامبر ۲۰۰۰  |
| ۱۳۱۰۷۶ | 2000 YC103  | ۲۸ دسامبر ۲۰۰۰  |
| ۱۳۱۰۷۷ | 2000 YH105  | ۲۸ دسامبر ۲۰۰۰  |
| ۱۳۱۰۷۸ | 2000 YL106  | ۳۰ دسامبر ۲۰۰۰  |
| ۱۳۱۰۷۹ | 2000 YG110  | ۳۰ دسامبر ۲۰۰۰  |
| ۱۳۱۰۸۰ | 2000 YC111  | ۳۰ دسامبر ۲۰۰۰  |
| ۱۳۱۰۸۱ | 2000 YG119  | ۲۹ دسامبر ۲۰۰۰  |
| ۱۳۱۰۸۲ | 2000 YG121  | ۲۱ دسامبر ۲۰۰۰  |
| ۱۳۱۰۸۳ | 2000 YV122  | ۲۸ دسامبر ۲۰۰۰  |
| ۱۳۱۰۸۴ | 2000 YE123  | ۲۸ دسامبر ۲۰۰۰  |
| ۱۳۱۰۸۵ | 2000 YL124  | ۲۹ دسامبر ۲۰۰۰  |
| ۱۳۱۰۸۶ | 2000 YT126  | ۲۹ دسامبر ۲۰۰۰  |
| ۱۳۱۰۸۷ | 2000 YM127  | ۲۹ دسامبر ۲۰۰۰  |
| ۱۳۱۰۸۸ | 2000 YZ131  | ۳۰ دسامبر ۲۰۰۰  |
| ۱۳۱۰۸۹ | 2000 YY134  | ۱۷ دسامبر ۲۰۰۰  |
| ۱۳۱۰۹۰ | 2000 YY136  | ۲۳ دسامبر ۲۰۰۰  |
| ۱۳۱۰۹۱ | 2000 YG140  | ۳۱ دسامبر ۲۰۰۰  |
| ۱۳۱۰۹۲ | 2000 YP142  | ۳۰ دسامبر ۲۰۰۰  |
| ۱۳۱۰۹۳ | 2000 YV142  | ۳۱ دسامبر ۲۰۰۰  |
| ۱۳۱۰۹۴ | 2001 AQ3    | ۲ ژانویه ۲۰۰۱   |
| ۱۳۱۰۹۵ | 2001 AW3    | ۲ ژانویه ۲۰۰۱   |
| ۱۳۱۰۹۶ | 2001 AT5    | ۲ ژانویه ۲۰۰۱   |
| ۱۳۱۰۹۷ | 2001 AG8    | ۲ ژانویه ۲۰۰۱   |
| ۱۳۱۰۹۸ | 2001 AL13   | ۲ ژانویه ۲۰۰۱   |
| ۱۳۱۰۹۹ | 2001 AP13   | ۲ ژانویه ۲۰۰۱   |
| ۱۳۱۱۰۰ | 2001 AB20   | ۲ ژانویه ۲۰۰۱   |
| ۱۳۱۱۰۱ | 2001 AA21   | ۳ ژانویه ۲۰۰۱   |
| ۱۳۱۱۰۲ | 2001 AB24   | ۳ ژانویه ۲۰۰۱   |
| ۱۳۱۱۰۳ | 2001 AS26   | ۵ ژانویه ۲۰۰۱   |
| ۱۳۱۱۰۴ | 2001 AN28   | ۵ ژانویه ۲۰۰۱   |
| ۱۳۱۱۰۵ | 2001 AV28   | ۴ ژانویه ۲۰۰۱   |
| ۱۳۱۱۰۶ | 2001 AN29   | ۴ ژانویه ۲۰۰۱   |
| ۱۳۱۱۰۷ | 2001 AV30   | ۴ ژانویه ۲۰۰۱   |
| ۱۳۱۱۰۸ | 2001 AO32   | ۴ ژانویه ۲۰۰۱   |
| ۱۳۱۱۰۹ | 2001 AA33   | ۴ ژانویه ۲۰۰۱   |
| ۱۳۱۱۱۰ | 2001 AS34   | ۴ ژانویه ۲۰۰۱   |
| ۱۳۱۱۱۱ | 2001 AN35   | ۵ ژانویه ۲۰۰۱   |
| ۱۳۱۱۱۲ | 2001 AQ35   | ۵ ژانویه ۲۰۰۱   |
| ۱۳۱۱۱۳ | 2001 AO45   | ۱۵ ژانویه ۲۰۰۱  |
| ۱۳۱۱۱۴ | 2001 AY48   | ۱۵ ژانویه ۲۰۰۱  |
| ۱۳۱۱۱۴ | 2001 BN     | ۱۷ ژانویه ۲۰۰۱  |
| ۱۳۱۱۱۴ | 2001 BS     | ۱۷ ژانویه ۲۰۰۱  |
| ۱۳۱۱۱۷ | 2001 BC1    | ۱۶ ژانویه ۲۰۰۱  |
| ۱۳۱۱۱۸ | 2001 BA4    | ۱۸ ژانویه ۲۰۰۱  |
| ۱۳۱۱۱۹ | 2001 BK4    | ۱۸ ژانویه ۲۰۰۱  |
| ۱۳۱۱۲۰ | 2001 BY4    | ۱۸ ژانویه ۲۰۰۱  |
| ۱۳۱۱۲۱ | 2001 BS7    | ۱۹ ژانویه ۲۰۰۱  |
| ۱۳۱۱۲۲ | 2001 BG11   | ۱۹ ژانویه ۲۰۰۱  |
| ۱۳۱۱۲۳ | 2001 BO22   | ۲۰ ژانویه ۲۰۰۱  |
| ۱۳۱۱۲۴ | 2001 BT22   | ۲۰ ژانویه ۲۰۰۱  |
| ۱۳۱۱۲۵ | 2001 BD24   | ۲۰ ژانویه ۲۰۰۱  |
| ۱۳۱۱۲۶ | 2001 BD28   | ۲۰ ژانویه ۲۰۰۱  |
| ۱۳۱۱۲۷ | 2001 BJ31   | ۲۰ ژانویه ۲۰۰۱  |
| ۱۳۱۱۲۸ | 2001 BX31   | ۲۰ ژانویه ۲۰۰۱  |
| ۱۳۱۱۲۹ | 2001 BE36   | ۱۹ ژانویه ۲۰۰۱  |
| ۱۳۱۱۳۰ | 2001 BH36   | ۱۹ ژانویه ۲۰۰۱  |
| ۱۳۱۱۳۱ | 2001 BL36   | ۱۹ ژانویه ۲۰۰۱  |
| ۱۳۱۱۳۲ | 2001 BW36   | ۲۱ ژانویه ۲۰۰۱  |
| ۱۳۱۱۳۳ | 2001 BA41   | ۲۴ ژانویه ۲۰۰۱  |
| ۱۳۱۱۳۴ | 2001 BD44   | ۱۹ ژانویه ۲۰۰۱  |
| ۱۳۱۱۳۵ | 2001 BW46   | ۲۱ ژانویه ۲۰۰۱  |
| ۱۳۱۱۳۶ | 2001 BT47   | ۲۱ ژانویه ۲۰۰۱  |
| ۱۳۱۱۳۷ | 2001 BC50   | ۲۱ ژانویه ۲۰۰۱  |
| ۱۳۱۱۳۸ | 2001 BV50   | ۲۸ ژانویه ۲۰۰۱  |
| ۱۳۱۱۳۹ | 2001 BE52   | ۱۷ ژانویه ۲۰۰۱  |
| ۱۳۱۱۴۰ | 2001 BV52   | ۱۷ ژانویه ۲۰۰۱  |
| ۱۳۱۱۴۱ | 2001 BX53   | ۱۸ ژانویه ۲۰۰۱  |
| ۱۳۱۱۴۲ | 2001 BF57   | ۲۰ ژانویه ۲۰۰۱  |
| ۱۳۱۱۴۳ | 2001 BM62   | ۲۶ ژانویه ۲۰۰۱  |
| ۱۳۱۱۴۴ | 2001 BF63   | ۲۹ ژانویه ۲۰۰۱  |
| ۱۳۱۱۴۵ | 2001 BZ72   | ۲۷ ژانویه ۲۰۰۱  |
| ۱۳۱۱۴۶ | 2001 BN73   | ۲۹ ژانویه ۲۰۰۱  |
| ۱۳۱۱۴۷ | 2001 BD75   | ۳۱ ژانویه ۲۰۰۱  |
| ۱۳۱۱۴۸ | 2001 BM79   | ۲۱ ژانویه ۲۰۰۱  |
| ۱۳۱۱۴۹ | 2001 BF80   | ۲۱ ژانویه ۲۰۰۱  |
| ۱۳۱۱۵۰ | 2001 BE82   | ۳۱ ژانویه ۲۰۰۱  |
| ۱۳۱۱۵۱ | 2001 CD7    | ۱ فوریه ۲۰۰۱    |
| ۱۳۱۱۵۲ | 2001 CH9    | ۱ فوریه ۲۰۰۱    |
| ۱۳۱۱۵۳ | 2001 CV9    | ۲ فوریه ۲۰۰۱    |
| ۱۳۱۱۵۴ | 2001 CZ9    | ۳ فوریه ۲۰۰۱    |
| ۱۳۱۱۵۵ | 2001 CC10   | ۲ فوریه ۲۰۰۱    |
| ۱۳۱۱۵۶ | 2001 CK14   | ۱ فوریه ۲۰۰۱    |
| ۱۳۱۱۵۷ | 2001 CH16   | ۱ فوریه ۲۰۰۱    |
| ۱۳۱۱۵۸ | 2001 CD18   | ۲ فوریه ۲۰۰۱    |
| ۱۳۱۱۵۹ | 2001 CS19   | ۲ فوریه ۲۰۰۱    |
| ۱۳۱۱۶۰ | 2001 CQ21   | ۱ فوریه ۲۰۰۱    |
| ۱۳۱۱۶۱ | 2001 CL23   | ۱ فوریه ۲۰۰۱    |
| ۱۳۱۱۶۲ | 2001 CO24   | ۱ فوریه ۲۰۰۱    |
| ۱۳۱۱۶۳ | 2001 CT26   | ۱ فوریه ۲۰۰۱    |
| ۱۳۱۱۶۴ | 2001 CW27   | ۲ فوریه ۲۰۰۱    |
| ۱۳۱۱۶۵ | 2001 CU28   | ۲ فوریه ۲۰۰۱    |
| ۱۳۱۱۶۶ | 2001 CK30   | ۲ فوریه ۲۰۰۱    |
| ۱۳۱۱۶۷ | 2001 CH31   | ۳ فوریه ۲۰۰۱    |
| ۱۳۱۱۶۸ | 2001 CR32   | ۱۳ فوریه ۲۰۰۱   |
| ۱۳۱۱۶۹ | 2001 CX32   | ۱۳ فوریه ۲۰۰۱   |
| ۱۳۱۱۷۰ | 2001 CD34   | ۱۳ فوریه ۲۰۰۱   |
| ۱۳۱۱۷۱ | 2001 CO36   | ۱۵ فوریه ۲۰۰۱   |
| ۱۳۱۱۷۲ | 2001 CV37   | ۱۵ فوریه ۲۰۰۱   |
| ۱۳۱۱۷۳ | 2001 CN38   | ۱۳ فوریه ۲۰۰۱   |
| ۱۳۱۱۷۴ | 2001 CW38   | ۱۳ فوریه ۲۰۰۱   |
| ۱۳۱۱۷۵ | 2001 CX38   | ۱۳ فوریه ۲۰۰۱   |
| ۱۳۱۱۷۶ | 2001 CE39   | ۱۳ فوریه ۲۰۰۱   |
| ۱۳۱۱۷۷ | 2001 CL39   | ۱۳ فوریه ۲۰۰۱   |
| ۱۳۱۱۷۸ | 2001 CK40   | ۱۳ فوریه ۲۰۰۱   |
| ۱۳۱۱۷۹ | 2001 CW40   | ۱۵ فوریه ۲۰۰۱   |
| ۱۳۱۱۸۰ | 2001 CR41   | ۱۵ فوریه ۲۰۰۱   |
| ۱۳۱۱۸۱ | 2001 CT41   | ۱۵ فوریه ۲۰۰۱   |
| ۱۳۱۱۸۲ | 2001 CC43   | ۱۵ فوریه ۲۰۰۱   |
| ۱۳۱۱۸۳ | 2001 CJ45   | ۱۵ فوریه ۲۰۰۱   |
| ۱۳۱۱۸۴ | 2001 CE46   | ۱۵ فوریه ۲۰۰۱   |
| ۱۳۱۱۸۵ | 2001 CR46   | ۱۳ فوریه ۲۰۰۱   |
| ۱۳۱۱۸۶ | Pauluckas   | ۱۶ فوریه ۲۰۰۱   |
| ۱۳۱۱۸۶ | 2001 DW     | ۱۶ فوریه ۲۰۰۱   |
| ۱۳۱۱۸۸ | 2001 DE2    | ۱۶ فوریه ۲۰۰۱   |
| ۱۳۱۱۸۹ | 2001 DO3    | ۱۶ فوریه ۲۰۰۱   |
| ۱۳۱۱۹۰ | 2001 DH6    | ۱۶ فوریه ۲۰۰۱   |
| ۱۳۱۱۹۱ | 2001 DC7    | ۱۷ فوریه ۲۰۰۱   |
| ۱۳۱۱۹۲ | 2001 DN7    | ۱۶ فوریه ۲۰۰۱   |
| ۱۳۱۱۹۳ | 2001 DY7    | ۱۷ فوریه ۲۰۰۱   |
| ۱۳۱۱۹۴ | 2001 DD10   | ۱۶ فوریه ۲۰۰۱   |
| ۱۳۱۱۹۵ | 2001 DZ11   | ۱۷ فوریه ۲۰۰۱   |
| ۱۳۱۱۹۶ | 2001 DY17   | ۱۶ فوریه ۲۰۰۱   |
| ۱۳۱۱۹۷ | 2001 DA18   | ۱۶ فوریه ۲۰۰۱   |
| ۱۳۱۱۹۸ | 2001 DW19   | ۱۶ فوریه ۲۰۰۱   |
| ۱۳۱۱۹۹ | 2001 DO23   | ۱۷ فوریه ۲۰۰۱   |
| ۱۳۱۲۰۰ | 2001 DD27   | ۱۷ فوریه ۲۰۰۱   |
| ۱۳۱۲۰۱ | 2001 DN27   | ۱۷ فوریه ۲۰۰۱   |
| ۱۳۱۲۰۲ | 2001 DS28   | ۱۷ فوریه ۲۰۰۱   |
| ۱۳۱۲۰۳ | 2001 DT29   | ۱۷ فوریه ۲۰۰۱   |
| ۱۳۱۲۰۴ | 2001 DE32   | ۱۷ فوریه ۲۰۰۱   |
| ۱۳۱۲۰۵ | 2001 DK36   | ۱۹ فوریه ۲۰۰۱   |
| ۱۳۱۲۰۶ | 2001 DV41   | ۱۹ فوریه ۲۰۰۱   |
| ۱۳۱۲۰۷ | 2001 DH43   | ۱۹ فوریه ۲۰۰۱   |
| ۱۳۱۲۰۸ | 2001 DH48   | ۱۶ فوریه ۲۰۰۱   |
| ۱۳۱۲۰۹ | 2001 DS48   | ۱۶ فوریه ۲۰۰۱   |
| ۱۳۱۲۱۰ | 2001 DV48   | ۱۶ فوریه ۲۰۰۱   |
| ۱۳۱۲۱۱ | 2001 DE49   | ۱۶ فوریه ۲۰۰۱   |
| ۱۳۱۲۱۲ | 2001 DU49   | ۱۶ فوریه ۲۰۰۱   |
| ۱۳۱۲۱۳ | 2001 DP50   | ۱۶ فوریه ۲۰۰۱   |
| ۱۳۱۲۱۴ | 2001 DV62   | ۱۹ فوریه ۲۰۰۱   |
| ۱۳۱۲۱۵ | 2001 DB63   | ۱۹ فوریه ۲۰۰۱   |
| ۱۳۱۲۱۶ | 2001 DL63   | ۱۹ فوریه ۲۰۰۱   |
| ۱۳۱۲۱۷ | 2001 DW67   | ۱۹ فوریه ۲۰۰۱   |
| ۱۳۱۲۱۸ | 2001 DL71   | ۱۹ فوریه ۲۰۰۱   |
| ۱۳۱۲۱۹ | 2001 DT76   | ۲۱ فوریه ۲۰۰۱   |
| ۱۳۱۲۲۰ | 2001 DN78   | ۲۲ فوریه ۲۰۰۱   |
| ۱۳۱۲۲۱ | 2001 DZ80   | ۲۲ فوریه ۲۰۰۱   |
| ۱۳۱۲۲۲ | 2001 DW82   | ۲۲ فوریه ۲۰۰۱   |
| ۱۳۱۲۲۳ | 2001 DQ91   | ۲۰ فوریه ۲۰۰۱   |
| ۱۳۱۲۲۴ | 2001 DT92   | ۱۹ فوریه ۲۰۰۱   |
| ۱۳۱۲۲۵ | 2001 DD93   | ۱۹ فوریه ۲۰۰۱   |
| ۱۳۱۲۲۶ | 2001 DM93   | ۱۹ فوریه ۲۰۰۱   |
| ۱۳۱۲۲۷ | 2001 DZ95   | ۱۷ فوریه ۲۰۰۱   |
| ۱۳۱۲۲۸ | 2001 DK97   | ۱۷ فوریه ۲۰۰۱   |
| ۱۳۱۲۲۹ | 2001 DU100  | ۱۶ فوریه ۲۰۰۱   |
| ۱۳۱۲۳۰ | 2001 DD101  | ۱۶ فوریه ۲۰۰۱   |
| ۱۳۱۲۳۱ | 2001 DJ101  | ۱۶ فوریه ۲۰۰۱   |
| ۱۳۱۲۳۲ | 2001 DC103  | ۱۶ فوریه ۲۰۰۱   |
| ۱۳۱۲۳۳ | 2001 DL105  | ۱۶ فوریه ۲۰۰۱   |
| ۱۳۱۲۳۴ | 2001 DT107  | ۲۲ فوریه ۲۰۰۱   |
| ۱۳۱۲۳۵ | 2001 DA109  | ۱۷ فوریه ۲۰۰۱   |
| ۱۳۱۲۳۵ | 2001 ER     | ۴ مارس ۲۰۰۱     |
| ۱۳۱۲۳۷ | 2001 EE1    | ۱ مارس ۲۰۰۱     |
| ۱۳۱۲۳۸ | 2001 EW1    | ۱ مارس ۲۰۰۱     |
| ۱۳۱۲۳۹ | 2001 EB2    | ۱ مارس ۲۰۰۱     |
| ۱۳۱۲۴۰ | 2001 EN8    | ۲ مارس ۲۰۰۱     |
| ۱۳۱۲۴۱ | 2001 EY8    | ۲ مارس ۲۰۰۱     |
| ۱۳۱۲۴۲ | 2001 EE9    | ۲ مارس ۲۰۰۱     |
| ۱۳۱۲۴۳ | 2001 EV14   | ۱۵ مارس ۲۰۰۱    |
| ۱۳۱۲۴۳ | 2001 FD     | ۱۸ مارس ۲۰۰۱    |
| ۱۳۱۲۴۵ | Bakich      | ۱۶ مارس ۲۰۰۱    |
| ۱۳۱۲۴۶ | 2001 FH4    | ۱۶ مارس ۲۰۰۱    |
| ۱۳۱۲۴۷ | 2001 FU4    | ۱۹ مارس ۲۰۰۱    |
| ۱۳۱۲۴۸ | 2001 FX8    | ۱۹ مارس ۲۰۰۱    |
| ۱۳۱۲۴۹ | 2001 FP12   | ۱۹ مارس ۲۰۰۱    |
| ۱۳۱۲۵۰ | 2001 FV13   | ۱۹ مارس ۲۰۰۱    |
| ۱۳۱۲۵۱ | 2001 FY13   | ۱۹ مارس ۲۰۰۱    |
| ۱۳۱۲۵۲ | 2001 FJ16   | ۱۹ مارس ۲۰۰۱    |
| ۱۳۱۲۵۳ | 2001 FA18   | ۱۹ مارس ۲۰۰۱    |
| ۱۳۱۲۵۴ | 2001 FN18   | ۱۹ مارس ۲۰۰۱    |
| ۱۳۱۲۵۵ | 2001 FB23   | ۲۱ مارس ۲۰۰۱    |
| ۱۳۱۲۵۶ | 2001 FA25   | ۱۸ مارس ۲۰۰۱    |
| ۱۳۱۲۵۷ | 2001 FG29   | ۱۹ مارس ۲۰۰۱    |
| ۱۳۱۲۵۸ | 2001 FD30   | ۲۰ مارس ۲۰۰۱    |
| ۱۳۱۲۵۹ | 2001 FE30   | ۲۰ مارس ۲۰۰۱    |
| ۱۳۱۲۶۰ | 2001 FG33   | ۱۷ مارس ۲۰۰۱    |
| ۱۳۱۲۶۱ | 2001 FU35   | ۱۸ مارس ۲۰۰۱    |
| ۱۳۱۲۶۲ | 2001 FD36   | ۱۸ مارس ۲۰۰۱    |
| ۱۳۱۲۶۳ | 2001 FX39   | ۱۸ مارس ۲۰۰۱    |
| ۱۳۱۲۶۴ | 2001 FA43   | ۱۸ مارس ۲۰۰۱    |
| ۱۳۱۲۶۵ | 2001 FD43   | ۱۸ مارس ۲۰۰۱    |
| ۱۳۱۲۶۶ | 2001 FM44   | ۱۸ مارس ۲۰۰۱    |
| ۱۳۱۲۶۷ | 2001 FX45   | ۱۸ مارس ۲۰۰۱    |
| ۱۳۱۲۶۸ | 2001 FW50   | ۱۸ مارس ۲۰۰۱    |
| ۱۳۱۲۶۹ | 2001 FF51   | ۱۸ مارس ۲۰۰۱    |
| ۱۳۱۲۷۰ | 2001 FY59   | ۱۹ مارس ۲۰۰۱    |
| ۱۳۱۲۷۱ | 2001 FT61   | ۱۹ مارس ۲۰۰۱    |
| ۱۳۱۲۷۲ | 2001 FR63   | ۱۹ مارس ۲۰۰۱    |
| ۱۳۱۲۷۳ | 2001 FQ64   | ۱۹ مارس ۲۰۰۱    |
| ۱۳۱۲۷۴ | 2001 FO65   | ۱۹ مارس ۲۰۰۱    |
| ۱۳۱۲۷۵ | 2001 FL66   | ۱۹ مارس ۲۰۰۱    |
| ۱۳۱۲۷۶ | 2001 FV67   | ۱۹ مارس ۲۰۰۱    |
| ۱۳۱۲۷۷ | 2001 FB69   | ۱۹ مارس ۲۰۰۱    |
| ۱۳۱۲۷۸ | 2001 FQ70   | ۱۹ مارس ۲۰۰۱    |
| ۱۳۱۲۷۹ | 2001 FC71   | ۱۹ مارس ۲۰۰۱    |
| ۱۳۱۲۸۰ | 2001 FX82   | ۲۳ مارس ۲۰۰۱    |
| ۱۳۱۲۸۱ | 2001 FP92   | ۱۶ مارس ۲۰۰۱    |
| ۱۳۱۲۸۲ | 2001 FW93   | ۱۶ مارس ۲۰۰۱    |
| ۱۳۱۲۸۳ | 2001 FX96   | ۱۶ مارس ۲۰۰۱    |
| ۱۳۱۲۸۴ | 2001 FH97   | ۱۶ مارس ۲۰۰۱    |
| ۱۳۱۲۸۵ | 2001 FO104  | ۱۸ مارس ۲۰۰۱    |
| ۱۳۱۲۸۶ | 2001 FP104  | ۱۸ مارس ۲۰۰۱    |
| ۱۳۱۲۸۷ | 2001 FS106  | ۱۸ مارس ۲۰۰۱    |
| ۱۳۱۲۸۸ | 2001 FT106  | ۱۸ مارس ۲۰۰۱    |
| ۱۳۱۲۸۹ | 2001 FD107  | ۱۸ مارس ۲۰۰۱    |
| ۱۳۱۲۹۰ | 2001 FL109  | ۱۸ مارس ۲۰۰۱    |
| ۱۳۱۲۹۱ | 2001 FD111  | ۱۸ مارس ۲۰۰۱    |
| ۱۳۱۲۹۲ | 2001 FD112  | ۱۸ مارس ۲۰۰۱    |
| ۱۳۱۲۹۳ | 2001 FY112  | ۱۸ مارس ۲۰۰۱    |
| ۱۳۱۲۹۴ | 2001 FM115  | ۱۹ مارس ۲۰۰۱    |
| ۱۳۱۲۹۵ | 2001 FH121  | ۲۶ مارس ۲۰۰۱    |
| ۱۳۱۲۹۶ | 2001 FK121  | ۲۳ مارس ۲۰۰۱    |
| ۱۳۱۲۹۷ | 2001 FB125  | ۲۹ مارس ۲۰۰۱    |
| ۱۳۱۲۹۸ | 2001 FJ125  | ۲۹ مارس ۲۰۰۱    |
| ۱۳۱۲۹۹ | 2001 FE128  | ۳۰ مارس ۲۰۰۱    |
| ۱۳۱۳۰۰ | 2001 FF131  | ۲۰ مارس ۲۰۰۱    |
| ۱۳۱۳۰۱ | 2001 FG139  | ۲۱ مارس ۲۰۰۱    |
| ۱۳۱۳۰۲ | 2001 FO143  | ۲۳ مارس ۲۰۰۱    |
| ۱۳۱۳۰۳ | 2001 FV144  | ۲۳ مارس ۲۰۰۱    |
| ۱۳۱۳۰۴ | 2001 FA145  | ۲۳ مارس ۲۰۰۱    |
| ۱۳۱۳۰۵ | 2001 FF145  | ۲۳ مارس ۲۰۰۱    |
| ۱۳۱۳۰۶ | 2001 FE152  | ۲۶ مارس ۲۰۰۱    |
| ۱۳۱۳۰۷ | 2001 FD154  | ۲۷ مارس ۲۰۰۱    |
| ۱۳۱۳۰۸ | 2001 FN154  | ۲۶ مارس ۲۰۰۱    |
| ۱۳۱۳۰۹ | 2001 FH158  | ۲۷ مارس ۲۰۰۱    |
| ۱۳۱۳۱۰ | 2001 FZ158  | ۲۹ مارس ۲۰۰۱    |
| ۱۳۱۳۱۱ | 2001 FF159  | ۲۹ مارس ۲۰۰۱    |
| ۱۳۱۳۱۲ | 2001 FR160  | ۲۹ مارس ۲۰۰۱    |
| ۱۳۱۳۱۳ | 2001 FO171  | ۲۴ مارس ۲۰۰۱    |
| ۱۳۱۳۱۴ | 2001 FW173  | ۲۱ مارس ۲۰۰۱    |
| ۱۳۱۳۱۵ | 2001 FK177  | ۱۸ مارس ۲۰۰۱    |
| ۱۳۱۳۱۶ | 2001 FE179  | ۲۰ مارس ۲۰۰۱    |
| ۱۳۱۳۱۷ | 2001 FF180  | ۲۰ مارس ۲۰۰۱    |
| ۱۳۱۳۱۸ | 2001 FL194  | ۲۲ مارس ۲۰۰۱    |
| ۱۳۱۳۱۹ | 2001 GB5    | ۱۵ آوریل ۲۰۰۱   |
| ۱۳۱۳۲۰ | 2001 GJ8    | ۱۵ آوریل ۲۰۰۱   |
| ۱۳۱۳۲۱ | 2001 GW8    | ۱۵ آوریل ۲۰۰۱   |
| ۱۳۱۳۲۲ | 2001 GK9    | ۱۵ آوریل ۲۰۰۱   |
| ۱۳۱۳۲۳ | 2001 GE11   | ۱۵ آوریل ۲۰۰۱   |
| ۱۳۱۳۲۴ | 2001 HH7    | ۲۱ آوریل ۲۰۰۱   |
| ۱۳۱۳۲۵ | 2001 HW8    | ۱۶ آوریل ۲۰۰۱   |
| ۱۳۱۳۲۶ | 2001 HG18   | ۲۱ آوریل ۲۰۰۱   |
| ۱۳۱۳۲۷ | 2001 HC23   | ۲۷ آوریل ۲۰۰۱   |
| ۱۳۱۳۲۸ | 2001 HM23   | ۲۳ آوریل ۲۰۰۱   |
| ۱۳۱۳۲۹ | 2001 HP24   | ۲۷ آوریل ۲۰۰۱   |
| ۱۳۱۳۳۰ | 2001 HW26   | ۲۷ آوریل ۲۰۰۱   |
| ۱۳۱۳۳۱ | 2001 HC27   | ۲۷ آوریل ۲۰۰۱   |
| ۱۳۱۳۳۲ | 2001 HK30   | ۲۷ آوریل ۲۰۰۱   |
| ۱۳۱۳۳۳ | 2001 HZ31   | ۲۸ آوریل ۲۰۰۱   |
| ۱۳۱۳۳۴ | 2001 HD34   | ۲۷ آوریل ۲۰۰۱   |
| ۱۳۱۳۳۵ | 2001 HO34   | ۲۷ آوریل ۲۰۰۱   |
| ۱۳۱۳۳۶ | 2001 HP35   | ۲۹ آوریل ۲۰۰۱   |
| ۱۳۱۳۳۷ | 2001 HP37   | ۲۹ آوریل ۲۰۰۱   |
| ۱۳۱۳۳۸ | 2001 HU41   | ۱۶ آوریل ۲۰۰۱   |
| ۱۳۱۳۳۹ | 2001 HZ42   | ۱۶ آوریل ۲۰۰۱   |
| ۱۳۱۳۴۰ | 2001 HW44   | ۱۶ آوریل ۲۰۰۱   |
| ۱۳۱۳۴۱ | 2001 HN47   | ۱۸ آوریل ۲۰۰۱   |
| ۱۳۱۳۴۲ | 2001 HG49   | ۲۱ آوریل ۲۰۰۱   |
| ۱۳۱۳۴۳ | 2001 HX53   | ۲۴ آوریل ۲۰۰۱   |
| ۱۳۱۳۴۴ | 2001 HK54   | ۲۴ آوریل ۲۰۰۱   |
| ۱۳۱۳۴۵ | 2001 HY55   | ۲۴ آوریل ۲۰۰۱   |
| ۱۳۱۳۴۶ | 2001 HU56   | ۲۴ آوریل ۲۰۰۱   |
| ۱۳۱۳۴۷ | 2001 HE58   | ۲۵ آوریل ۲۰۰۱   |
| ۱۳۱۳۴۸ | 2001 HB59   | ۲۱ آوریل ۲۰۰۱   |
| ۱۳۱۳۴۹ | 2001 HN59   | ۲۳ آوریل ۲۰۰۱   |
| ۱۳۱۳۵۰ | 2001 HC64   | ۲۷ آوریل ۲۰۰۱   |
| ۱۳۱۳۵۰ | 2001 JE     | ۲ مه ۲۰۰۱       |
| ۱۳۱۳۵۲ | 2001 JA1    | ۱۱ مه ۲۰۰۱      |
| ۱۳۱۳۵۳ | 2001 JE2    | ۱۵ مه ۲۰۰۱      |
| ۱۳۱۳۵۴ | 2001 JJ2    | ۱۵ مه ۲۰۰۱      |
| ۱۳۱۳۵۵ | 2001 JV3    | ۱۵ مه ۲۰۰۱      |
| ۱۳۱۳۵۶ | 2001 JB4    | ۱۵ مه ۲۰۰۱      |
| ۱۳۱۳۵۷ | 2001 JM8    | ۱۵ مه ۲۰۰۱      |
| ۱۳۱۳۵۸ | 2001 KA2    | ۱۹ مه ۲۰۰۱      |
| ۱۳۱۳۵۹ | 2001 KJ2    | ۱۷ مه ۲۰۰۱      |
| ۱۳۱۳۶۰ | 2001 KN4    | ۱۷ مه ۲۰۰۱      |
| ۱۳۱۳۶۱ | 2001 KN5    | ۱۷ مه ۲۰۰۱      |
| ۱۳۱۳۶۲ | 2001 KO5    | ۱۷ مه ۲۰۰۱      |
| ۱۳۱۳۶۳ | 2001 KF7    | ۱۷ مه ۲۰۰۱      |
| ۱۳۱۳۶۴ | 2001 KR7    | ۱۸ مه ۲۰۰۱      |
| ۱۳۱۳۶۵ | 2001 KN11   | ۱۸ مه ۲۰۰۱      |
| ۱۳۱۳۶۶ | 2001 KE16   | ۱۸ مه ۲۰۰۱      |
| ۱۳۱۳۶۷ | 2001 KS16   | ۱۸ مه ۲۰۰۱      |
| ۱۳۱۳۶۸ | 2001 KR18   | ۲۱ مه ۲۰۰۱      |
| ۱۳۱۳۶۹ | 2001 KX18   | ۱۸ مه ۲۰۰۱      |
| ۱۳۱۳۷۰ | 2001 KF22   | ۱۷ مه ۲۰۰۱      |
| ۱۳۱۳۷۱ | 2001 KJ25   | ۱۷ مه ۲۰۰۱      |
| ۱۳۱۳۷۲ | 2001 KR26   | ۱۷ مه ۲۰۰۱      |
| ۱۳۱۳۷۳ | 2001 KS26   | ۱۷ مه ۲۰۰۱      |
| ۱۳۱۳۷۴ | 2001 KG29   | ۲۱ مه ۲۰۰۱      |
| ۱۳۱۳۷۵ | 2001 KL30   | ۲۱ مه ۲۰۰۱      |
| ۱۳۱۳۷۶ | 2001 KX31   | ۲۳ مه ۲۰۰۱      |
| ۱۳۱۳۷۷ | 2001 KQ33   | ۱۸ مه ۲۰۰۱      |
| ۱۳۱۳۷۸ | 2001 KP35   | ۱۸ مه ۲۰۰۱      |
| ۱۳۱۳۷۹ | 2001 KT38   | ۲۲ مه ۲۰۰۱      |
| ۱۳۱۳۸۰ | 2001 KL39   | ۲۲ مه ۲۰۰۱      |
| ۱۳۱۳۸۱ | 2001 KU39   | ۲۲ مه ۲۰۰۱      |
| ۱۳۱۳۸۲ | 2001 KY39   | ۲۲ مه ۲۰۰۱      |
| ۱۳۱۳۸۳ | 2001 KJ40   | ۲۲ مه ۲۰۰۱      |
| ۱۳۱۳۸۴ | 2001 KC41   | ۲۳ مه ۲۰۰۱      |
| ۱۳۱۳۸۵ | 2001 KE41   | ۲۳ مه ۲۰۰۱      |
| ۱۳۱۳۸۶ | 2001 KR42   | ۲۲ مه ۲۰۰۱      |
| ۱۳۱۳۸۷ | 2001 KN49   | ۲۴ مه ۲۰۰۱      |
| ۱۳۱۳۸۸ | 2001 KQ52   | ۱۸ مه ۲۰۰۱      |
| ۱۳۱۳۸۹ | 2001 KG53   | ۱۸ مه ۲۰۰۱      |
| ۱۳۱۳۹۰ | 2001 KN55   | ۲۲ مه ۲۰۰۱      |
| ۱۳۱۳۹۱ | 2001 KR55   | ۲۲ مه ۲۰۰۱      |
| ۱۳۱۳۹۲ | 2001 KS55   | ۲۲ مه ۲۰۰۱      |
| ۱۳۱۳۹۳ | 2001 KS56   | ۲۳ مه ۲۰۰۱      |
| ۱۳۱۳۹۴ | 2001 KC60   | ۲۶ مه ۲۰۰۱      |
| ۱۳۱۳۹۵ | 2001 KS61   | ۱۸ مه ۲۰۰۱      |
| ۱۳۱۳۹۶ | 2001 KK62   | ۱۸ مه ۲۰۰۱      |
| ۱۳۱۳۹۷ | 2001 KX62   | ۱۸ مه ۲۰۰۱      |
| ۱۳۱۳۹۸ | 2001 KZ64   | ۲۲ مه ۲۰۰۱      |
| ۱۳۱۳۹۹ | 2001 KN65   | ۲۲ مه ۲۰۰۱      |
| ۱۳۱۴۰۰ | 2001 KT74   | ۲۶ مه ۲۰۰۱      |
| ۱۳۱۴۰۰ | 2001 LY     | ۱۳ ژوئن ۲۰۰۱    |
| ۱۳۱۴۰۲ | 2001 LP3    | ۱۳ ژوئن ۲۰۰۱    |
| ۱۳۱۴۰۳ | 2001 LS3    | ۱۳ ژوئن ۲۰۰۱    |
| ۱۳۱۴۰۴ | 2001 LZ4    | ۱۲ ژوئن ۲۰۰۱    |
| ۱۳۱۴۰۵ | 2001 LB8    | ۱۵ ژوئن ۲۰۰۱    |
| ۱۳۱۴۰۶ | 2001 LB12   | ۱۵ ژوئن ۲۰۰۱    |
| ۱۳۱۴۰۷ | 2001 LR18   | ۱۵ ژوئن ۲۰۰۱    |
| ۱۳۱۴۰۸ | 2001 MN3    | ۱۸ ژوئن ۲۰۰۱    |
| ۱۳۱۴۰۹ | 2001 MX5    | ۱۸ ژوئن ۲۰۰۱    |
| ۱۳۱۴۱۰ | 2001 MN8    | ۲۴ ژوئن ۲۰۰۱    |
| ۱۳۱۴۱۱ | 2001 MN9    | ۲۱ ژوئن ۲۰۰۱    |
| ۱۳۱۴۱۲ | 2001 MP16   | ۲۷ ژوئن ۲۰۰۱    |
| ۱۳۱۴۱۲ | 2001 NT     | ۸ ژوئیه ۲۰۰۱    |
| ۱۳۱۴۱۴ | 2001 NB6    | ۱۴ ژوئیه ۲۰۰۱   |
| ۱۳۱۴۱۵ | 2001 NA19   | ۱۳ ژوئیه ۲۰۰۱   |
| ۱۳۱۴۱۵ | 2001 OA     | ۱۶ ژوئیه ۲۰۰۱   |
| ۱۳۱۴۱۷ | 2001 OC5    | ۱۷ ژوئیه ۲۰۰۱   |
| ۱۳۱۴۱۸ | 2001 OO5    | ۱۷ ژوئیه ۲۰۰۱   |
| ۱۳۱۴۱۹ | 2001 OH13   | ۲۰ ژوئیه ۲۰۰۱   |
| ۱۳۱۴۲۰ | 2001 OO45   | ۱۶ ژوئیه ۲۰۰۱   |
| ۱۳۱۴۲۱ | 2001 OL58   | ۲۰ ژوئیه ۲۰۰۱   |
| ۱۳۱۴۲۲ | 2001 OU71   | ۲۱ ژوئیه ۲۰۰۱   |
| ۱۳۱۴۲۳ | 2001 OF77   | ۲۹ ژوئیه ۲۰۰۱   |
| ۱۳۱۴۲۴ | 2001 OZ79   | ۲۹ ژوئیه ۲۰۰۱   |
| ۱۳۱۴۲۵ | 2001 OK81   | ۲۹ ژوئیه ۲۰۰۱   |
| ۱۳۱۴۲۶ | 2001 OX93   | ۲۷ ژوئیه ۲۰۰۱   |
| ۱۳۱۴۲۷ | 2001 OW98   | ۲۶ ژوئیه ۲۰۰۱   |
| ۱۳۱۴۲۸ | 2001 OO100  | ۲۷ ژوئیه ۲۰۰۱   |
| ۱۳۱۴۲۹ | 2001 OH101  | ۲۷ ژوئیه ۲۰۰۱   |
| ۱۳۱۴۳۰ | 2001 OX102  | ۲۹ ژوئیه ۲۰۰۱   |
| ۱۳۱۴۳۱ | 2001 PL4    | ۱۰ اوت ۲۰۰۱     |
| ۱۳۱۴۳۲ | 2001 PX39   | ۱۱ اوت ۲۰۰۱     |
| ۱۳۱۴۳۳ | 2001 PB40   | ۱۱ اوت ۲۰۰۱     |
| ۱۳۱۴۳۴ | 2001 PX40   | ۱۱ اوت ۲۰۰۱     |
| ۱۳۱۴۳۵ | 2001 PD42   | ۱۲ اوت ۲۰۰۱     |
| ۱۳۱۴۳۶ | 2001 QS11   | ۱۶ اوت ۲۰۰۱     |
| ۱۳۱۴۳۷ | 2001 QX37   | ۱۶ اوت ۲۰۰۱     |
| ۱۳۱۴۳۸ | 2001 QS60   | ۱۶ اوت ۲۰۰۱     |
| ۱۳۱۴۳۹ | 2001 QK68   | ۲۰ اوت ۲۰۰۱     |
| ۱۳۱۴۴۰ | 2001 QB71   | ۱۷ اوت ۲۰۰۱     |
| ۱۳۱۴۴۱ | 2001 QS82   | ۱۷ اوت ۲۰۰۱     |
| ۱۳۱۴۴۲ | 2001 QX86   | ۱۷ اوت ۲۰۰۱     |
| ۱۳۱۴۴۳ | 2001 QH88   | ۲۱ اوت ۲۰۰۱     |
| ۱۳۱۴۴۴ | 2001 QA91   | ۲۲ اوت ۲۰۰۱     |
| ۱۳۱۴۴۵ | 2001 QG94   | ۲۲ اوت ۲۰۰۱     |
| ۱۳۱۴۴۶ | 2001 QP100  | ۲۴ اوت ۲۰۰۱     |
| ۱۳۱۴۴۷ | 2001 QZ113  | ۲۲ اوت ۲۰۰۱     |
| ۱۳۱۴۴۸ | 2001 QD128  | ۲۰ اوت ۲۰۰۱     |
| ۱۳۱۴۴۹ | 2001 QL134  | ۲۲ اوت ۲۰۰۱     |
| ۱۳۱۴۵۰ | 2001 QH151  | ۲۳ اوت ۲۰۰۱     |
| ۱۳۱۴۵۱ | 2001 QD174  | ۲۶ اوت ۲۰۰۱     |
| ۱۳۱۴۵۲ | 2001 QV186  | ۲۱ اوت ۲۰۰۱     |
| ۱۳۱۴۵۳ | 2001 QR189  | ۲۲ اوت ۲۰۰۱     |
| ۱۳۱۴۵۴ | 2001 QE190  | ۲۲ اوت ۲۰۰۱     |
| ۱۳۱۴۵۵ | 2001 QG190  | ۲۲ اوت ۲۰۰۱     |
| ۱۳۱۴۵۶ | 2001 QF191  | ۲۲ اوت ۲۰۰۱     |
| ۱۳۱۴۵۷ | 2001 QJ191  | ۲۲ اوت ۲۰۰۱     |
| ۱۳۱۴۵۸ | 2001 QA194  | ۲۲ اوت ۲۰۰۱     |
| ۱۳۱۴۵۹ | 2001 QC194  | ۲۲ اوت ۲۰۰۱     |
| ۱۳۱۴۶۰ | 2001 QE194  | ۲۲ اوت ۲۰۰۱     |
| ۱۳۱۴۶۱ | 2001 QF221  | ۲۴ اوت ۲۰۰۱     |
| ۱۳۱۴۶۲ | 2001 QL227  | ۲۴ اوت ۲۰۰۱     |
| ۱۳۱۴۶۳ | 2001 QT286  | ۱۷ اوت ۲۰۰۱     |
| ۱۳۱۴۶۴ | 2001 QK289  | ۱۶ اوت ۲۰۰۱     |
| ۱۳۱۴۶۵ | 2001 QU290  | ۱۶ اوت ۲۰۰۱     |
| ۱۳۱۴۶۶ | 2001 QU326  | ۲۳ اوت ۲۰۰۱     |
| ۱۳۱۴۶۷ | 2001 RZ5    | ۸ سپتامبر ۲۰۰۱  |
| ۱۳۱۴۶۸ | 2001 RM7    | ۷ سپتامبر ۲۰۰۱  |
| ۱۳۱۴۶۹ | 2001 RR9    | ۱۰ سپتامبر ۲۰۰۱ |
| ۱۳۱۴۷۰ | 2001 RN46   | ۱۱ سپتامبر ۲۰۰۱ |
| ۱۳۱۴۷۱ | 2001 RY46   | ۱۱ سپتامبر ۲۰۰۱ |
| ۱۳۱۴۷۲ | 2001 RV67   | ۱۰ سپتامبر ۲۰۰۱ |
| ۱۳۱۴۷۳ | 2001 RQ73   | ۱۰ سپتامبر ۲۰۰۱ |
| ۱۳۱۴۷۴ | 2001 RA82   | ۱۲ سپتامبر ۲۰۰۱ |
| ۱۳۱۴۷۵ | 2001 RL82   | ۱۱ سپتامبر ۲۰۰۱ |
| ۱۳۱۴۷۶ | 2001 RB92   | ۱۱ سپتامبر ۲۰۰۱ |
| ۱۳۱۴۷۷ | 2001 RN93   | ۱۱ سپتامبر ۲۰۰۱ |
| ۱۳۱۴۷۸ | 2001 RV95   | ۱۱ سپتامبر ۲۰۰۱ |
| ۱۳۱۴۷۹ | 2001 RG99   | ۱۲ سپتامبر ۲۰۰۱ |
| ۱۳۱۴۸۰ | 2001 RY101  | ۱۲ سپتامبر ۲۰۰۱ |
| ۱۳۱۴۸۱ | 2001 RT111  | ۱۲ سپتامبر ۲۰۰۱ |
| ۱۳۱۴۸۲ | 2001 SF30   | ۱۶ سپتامبر ۲۰۰۱ |
| ۱۳۱۴۸۳ | 2001 SS34   | ۱۶ سپتامبر ۲۰۰۱ |
| ۱۳۱۴۸۴ | 2001 SU38   | ۱۶ سپتامبر ۲۰۰۱ |
| ۱۳۱۴۸۵ | 2001 SO68   | ۱۷ سپتامبر ۲۰۰۱ |
| ۱۳۱۴۸۶ | 2001 SZ78   | ۲۰ سپتامبر ۲۰۰۱ |
| ۱۳۱۴۸۷ | 2001 SS90   | ۲۰ سپتامبر ۲۰۰۱ |
| ۱۳۱۴۸۸ | 2001 SL94   | ۲۰ سپتامبر ۲۰۰۱ |
| ۱۳۱۴۸۹ | 2001 SA159  | ۱۷ سپتامبر ۲۰۰۱ |
| ۱۳۱۴۹۰ | 2001 SJ164  | ۱۷ سپتامبر ۲۰۰۱ |
| ۱۳۱۴۹۱ | 2001 SW178  | ۱۷ سپتامبر ۲۰۰۱ |
| ۱۳۱۴۹۲ | 2001 SP181  | ۱۹ سپتامبر ۲۰۰۱ |
| ۱۳۱۴۹۳ | 2001 SP185  | ۱۹ سپتامبر ۲۰۰۱ |
| ۱۳۱۴۹۴ | 2001 ST227  | ۱۹ سپتامبر ۲۰۰۱ |
| ۱۳۱۴۹۵ | 2001 SW236  | ۱۹ سپتامبر ۲۰۰۱ |
| ۱۳۱۴۹۶ | 2001 SM239  | ۱۹ سپتامبر ۲۰۰۱ |
| ۱۳۱۴۹۷ | 2001 SQ248  | ۱۹ سپتامبر ۲۰۰۱ |
| ۱۳۱۴۹۸ | 2001 ST260  | ۲۰ سپتامبر ۲۰۰۱ |
| ۱۳۱۴۹۹ | 2001 SU266  | ۲۵ سپتامبر ۲۰۰۱ |
| ۱۳۱۵۰۰ | 2001 SK270  | ۲۶ سپتامبر ۲۰۰۱ |
| ۱۳۱۵۰۱ | 2001 SX272  | ۲۶ سپتامبر ۲۰۰۱ |
| ۱۳۱۵۰۲ | 2001 SW273  | ۱۹ سپتامبر ۲۰۰۱ |
| ۱۳۱۵۰۳ | 2001 SS279  | ۲۱ سپتامبر ۲۰۰۱ |
| ۱۳۱۵۰۴ | 2001 SX280  | ۲۱ سپتامبر ۲۰۰۱ |
| ۱۳۱۵۰۵ | 2001 SK283  | ۲۷ سپتامبر ۲۰۰۱ |
| ۱۳۱۵۰۶ | 2001 SP288  | ۲۸ سپتامبر ۲۰۰۱ |
| ۱۳۱۵۰۷ | 2001 SC305  | ۲۰ سپتامبر ۲۰۰۱ |
| ۱۳۱۵۰۸ | 2001 SE318  | ۲۰ سپتامبر ۲۰۰۱ |
| ۱۳۱۵۰۹ | 2001 TK11   | ۱۳ اکتبر ۲۰۰۱   |
| ۱۳۱۵۱۰ | 2001 TV33   | ۱۴ اکتبر ۲۰۰۱   |
| ۱۳۱۵۱۱ | 2001 TL43   | ۱۴ اکتبر ۲۰۰۱   |
| ۱۳۱۵۱۲ | 2001 TS46   | ۱۵ اکتبر ۲۰۰۱   |
| ۱۳۱۵۱۳ | 2001 TD69   | ۱۳ اکتبر ۲۰۰۱   |
| ۱۳۱۵۱۴ | 2001 TU79   | ۱۳ اکتبر ۲۰۰۱   |
| ۱۳۱۵۱۵ | 2001 TO96   | ۱۴ اکتبر ۲۰۰۱   |
| ۱۳۱۵۱۶ | 2001 TH117  | ۱۴ اکتبر ۲۰۰۱   |
| ۱۳۱۵۱۷ | 2001 TN120  | ۱۵ اکتبر ۲۰۰۱   |
| ۱۳۱۵۱۸ | 2001 TW120  | ۱۵ اکتبر ۲۰۰۱   |
| ۱۳۱۵۱۹ | 2001 TL191  | ۱۴ اکتبر ۲۰۰۱   |
| ۱۳۱۵۲۰ | 2001 TW192  | ۱۴ اکتبر ۲۰۰۱   |
| ۱۳۱۵۲۱ | 2001 TJ193  | ۱۴ اکتبر ۲۰۰۱   |
| ۱۳۱۵۲۲ | 2001 TW196  | ۱۵ اکتبر ۲۰۰۱   |
| ۱۳۱۵۲۳ | 2001 TY199  | ۱۱ اکتبر ۲۰۰۱   |
| ۱۳۱۵۲۴ | 2001 TD236  | ۱۵ اکتبر ۲۰۰۱   |
| ۱۳۱۵۲۵ | 2001 UZ41   | ۱۷ اکتبر ۲۰۰۱   |
| ۱۳۱۵۲۶ | 2001 UJ46   | ۱۷ اکتبر ۲۰۰۱   |
| ۱۳۱۵۲۷ | 2001 UQ52   | ۱۷ اکتبر ۲۰۰۱   |
| ۱۳۱۵۲۸ | 2001 UT52   | ۱۷ اکتبر ۲۰۰۱   |
| ۱۳۱۵۲۹ | 2001 UE73   | ۱۷ اکتبر ۲۰۰۱   |
| ۱۳۱۵۳۰ | 2001 UO79   | ۲۰ اکتبر ۲۰۰۱   |
| ۱۳۱۵۳۱ | 2001 UL81   | ۲۰ اکتبر ۲۰۰۱   |
| ۱۳۱۵۳۲ | 2001 UK95   | ۱۹ اکتبر ۲۰۰۱   |
| ۱۳۱۵۳۳ | 2001 UV103  | ۲۰ اکتبر ۲۰۰۱   |
| ۱۳۱۵۳۴ | 2001 UQ104  | ۲۰ اکتبر ۲۰۰۱   |
| ۱۳۱۵۳۵ | 2001 UU111  | ۲۱ اکتبر ۲۰۰۱   |
| ۱۳۱۵۳۶ | 2001 UW112  | ۲۱ اکتبر ۲۰۰۱   |
| ۱۳۱۵۳۷ | 2001 UV115  | ۲۲ اکتبر ۲۰۰۱   |
| ۱۳۱۵۳۸ | 2001 UH123  | ۲۲ اکتبر ۲۰۰۱   |
| ۱۳۱۵۳۹ | 2001 US133  | ۲۱ اکتبر ۲۰۰۱   |
| ۱۳۱۵۴۰ | 2001 UX150  | ۲۳ اکتبر ۲۰۰۱   |
| ۱۳۱۵۴۱ | 2001 UE153  | ۲۳ اکتبر ۲۰۰۱   |
| ۱۳۱۵۴۲ | 2001 UH153  | ۲۳ اکتبر ۲۰۰۱   |
| ۱۳۱۵۴۳ | 2001 UZ163  | ۱۷ اکتبر ۲۰۰۱   |
| ۱۳۱۵۴۴ | 2001 UD177  | ۲۱ اکتبر ۲۰۰۱   |
| ۱۳۱۵۴۵ | 2001 UK209  | ۲۰ اکتبر ۲۰۰۱   |
| ۱۳۱۵۴۶ | 2001 VJ3    | ۹ نوامبر ۲۰۰۱   |
| ۱۳۱۵۴۷ | 2001 VD12   | ۱۰ نوامبر ۲۰۰۱  |
| ۱۳۱۵۴۸ | 2001 VF17   | ۱۱ نوامبر ۲۰۰۱  |
| ۱۳۱۵۴۹ | 2001 VJ21   | ۹ نوامبر ۲۰۰۱   |
| ۱۳۱۵۵۰ | 2001 VX21   | ۹ نوامبر ۲۰۰۱   |
| ۱۳۱۵۵۱ | 2001 VX23   | ۹ نوامبر ۲۰۰۱   |
| ۱۳۱۵۵۲ | 2001 VG27   | ۹ نوامبر ۲۰۰۱   |
| ۱۳۱۵۵۳ | 2001 VN29   | ۹ نوامبر ۲۰۰۱   |
| ۱۳۱۵۵۴ | 2001 VK31   | ۹ نوامبر ۲۰۰۱   |
| ۱۳۱۵۵۵ | 2001 VS32   | ۹ نوامبر ۲۰۰۱   |
| ۱۳۱۵۵۶ | 2001 VP33   | ۹ نوامبر ۲۰۰۱   |
| ۱۳۱۵۵۷ | 2001 VS34   | ۹ نوامبر ۲۰۰۱   |
| ۱۳۱۵۵۸ | 2001 VB36   | ۹ نوامبر ۲۰۰۱   |
| ۱۳۱۵۵۹ | 2001 VU37   | ۹ نوامبر ۲۰۰۱   |
| ۱۳۱۵۶۰ | 2001 VT41   | ۹ نوامبر ۲۰۰۱   |
| ۱۳۱۵۶۱ | 2001 VN42   | ۹ نوامبر ۲۰۰۱   |
| ۱۳۱۵۶۲ | 2001 VR42   | ۹ نوامبر ۲۰۰۱   |
| ۱۳۱۵۶۳ | 2001 VY44   | ۹ نوامبر ۲۰۰۱   |
| ۱۳۱۵۶۴ | 2001 VR45   | ۹ نوامبر ۲۰۰۱   |
| ۱۳۱۵۶۵ | 2001 VX48   | ۹ نوامبر ۲۰۰۱   |
| ۱۳۱۵۶۶ | 2001 VM52   | ۱۰ نوامبر ۲۰۰۱  |
| ۱۳۱۵۶۷ | 2001 VG60   | ۱۰ نوامبر ۲۰۰۱  |
| ۱۳۱۵۶۸ | 2001 VK61   | ۱۰ نوامبر ۲۰۰۱  |
| ۱۳۱۵۶۹ | 2001 VE63   | ۱۰ نوامبر ۲۰۰۱  |
| ۱۳۱۵۷۰ | 2001 VJ66   | ۱۰ نوامبر ۲۰۰۱  |
| ۱۳۱۵۷۱ | 2001 VM66   | ۱۰ نوامبر ۲۰۰۱  |
| ۱۳۱۵۷۲ | 2001 VT66   | ۱۰ نوامبر ۲۰۰۱  |
| ۱۳۱۵۷۳ | 2001 VX78   | ۹ نوامبر ۲۰۰۱   |
| ۱۳۱۵۷۴ | 2001 VE86   | ۱۲ نوامبر ۲۰۰۱  |
| ۱۳۱۵۷۵ | 2001 VP86   | ۱۳ نوامبر ۲۰۰۱  |
| ۱۳۱۵۷۶ | 2001 VT86   | ۱۳ نوامبر ۲۰۰۱  |
| ۱۳۱۵۷۷ | 2001 VW111  | ۱۲ نوامبر ۲۰۰۱  |
| ۱۳۱۵۷۸ | 2001 VT113  | ۱۲ نوامبر ۲۰۰۱  |
| ۱۳۱۵۷۹ | 2001 VA120  | ۱۲ نوامبر ۲۰۰۱  |
| ۱۳۱۵۸۰ | 2001 VX120  | ۱۲ نوامبر ۲۰۰۱  |
| ۱۳۱۵۸۱ | 2001 VG121  | ۱۵ نوامبر ۲۰۰۱  |
| ۱۳۱۵۸۲ | 2001 WK4    | ۲۰ نوامبر ۲۰۰۱  |
| ۱۳۱۵۸۳ | 2001 WM4    | ۲۰ نوامبر ۲۰۰۱  |
| ۱۳۱۵۸۴ | 2001 WT5    | ۲۲ نوامبر ۲۰۰۱  |
| ۱۳۱۵۸۵ | 2001 WW7    | ۱۷ نوامبر ۲۰۰۱  |
| ۱۳۱۵۸۶ | 2001 WH8    | ۱۷ نوامبر ۲۰۰۱  |
| ۱۳۱۵۸۷ | 2001 WA10   | ۱۷ نوامبر ۲۰۰۱  |
| ۱۳۱۵۸۸ | 2001 WF28   | ۱۷ نوامبر ۲۰۰۱  |
| ۱۳۱۵۸۹ | 2001 WW35   | ۱۷ نوامبر ۲۰۰۱  |
| ۱۳۱۵۹۰ | 2001 WV39   | ۱۷ نوامبر ۲۰۰۱  |
| ۱۳۱۵۹۱ | 2001 WX52   | ۱۹ نوامبر ۲۰۰۱  |
| ۱۳۱۵۹۲ | 2001 WT64   | ۲۰ نوامبر ۲۰۰۱  |
| ۱۳۱۵۹۳ | 2001 WH99   | ۱۷ نوامبر ۲۰۰۱  |
| ۱۳۱۵۹۴ | 2001 WL99   | ۱۷ نوامبر ۲۰۰۱  |
| ۱۳۱۵۹۵ | 2001 WP100  | ۱۶ نوامبر ۲۰۰۱  |
| ۱۳۱۵۹۵ | 2001 XK     | ۴ دسامبر ۲۰۰۱   |
| ۱۳۱۵۹۷ | 2001 XT2    | ۸ دسامبر ۲۰۰۱   |
| ۱۳۱۵۹۸ | 2001 XK6    | ۱۲ دسامبر ۲۰۰۱  |
| ۱۳۱۵۹۹ | 2001 XM7    | ۷ دسامبر ۲۰۰۱   |
| ۱۳۱۶۰۰ | 2001 XG9    | ۹ دسامبر ۲۰۰۱   |
| ۱۳۱۶۰۱ | 2001 XV9    | ۹ دسامبر ۲۰۰۱   |
| ۱۳۱۶۰۲ | 2001 XS16   | ۹ دسامبر ۲۰۰۱   |
| ۱۳۱۶۰۳ | 2001 XD18   | ۹ دسامبر ۲۰۰۱   |
| ۱۳۱۶۰۴ | 2001 XE18   | ۹ دسامبر ۲۰۰۱   |
| ۱۳۱۶۰۵ | 2001 XH18   | ۹ دسامبر ۲۰۰۱   |
| ۱۳۱۶۰۶ | 2001 XM18   | ۹ دسامبر ۲۰۰۱   |
| ۱۳۱۶۰۷ | 2001 XQ19   | ۹ دسامبر ۲۰۰۱   |
| ۱۳۱۶۰۸ | 2001 XV19   | ۹ دسامبر ۲۰۰۱   |
| ۱۳۱۶۰۹ | 2001 XJ21   | ۹ دسامبر ۲۰۰۱   |
| ۱۳۱۶۱۰ | 2001 XN22   | ۹ دسامبر ۲۰۰۱   |
| ۱۳۱۶۱۱ | 2001 XX22   | ۹ دسامبر ۲۰۰۱   |
| ۱۳۱۶۱۲ | 2001 XU24   | ۱۰ دسامبر ۲۰۰۱  |
| ۱۳۱۶۱۳ | 2001 XA27   | ۱۰ دسامبر ۲۰۰۱  |
| ۱۳۱۶۱۴ | 2001 XK27   | ۱۰ دسامبر ۲۰۰۱  |
| ۱۳۱۶۱۵ | 2001 XF28   | ۱۰ دسامبر ۲۰۰۱  |
| ۱۳۱۶۱۶ | 2001 XX29   | ۱۱ دسامبر ۲۰۰۱  |
| ۱۳۱۶۱۷ | 2001 XX31   | ۱۰ دسامبر ۲۰۰۱  |
| ۱۳۱۶۱۸ | 2001 XX33   | ۷ دسامبر ۲۰۰۱   |
| ۱۳۱۶۱۹ | 2001 XE40   | ۹ دسامبر ۲۰۰۱   |
| ۱۳۱۶۲۰ | 2001 XQ41   | ۹ دسامبر ۲۰۰۱   |
| ۱۳۱۶۲۱ | 2001 XP45   | ۹ دسامبر ۲۰۰۱   |
| ۱۳۱۶۲۲ | 2001 XE46   | ۹ دسامبر ۲۰۰۱   |
| ۱۳۱۶۲۳ | 2001 XG46   | ۹ دسامبر ۲۰۰۱   |
| ۱۳۱۶۲۴ | 2001 XF52   | ۱۰ دسامبر ۲۰۰۱  |
| ۱۳۱۶۲۵ | 2001 XN56   | ۱۰ دسامبر ۲۰۰۱  |
| ۱۳۱۶۲۶ | 2001 XR58   | ۱۰ دسامبر ۲۰۰۱  |
| ۱۳۱۶۲۷ | 2001 XF60   | ۱۰ دسامبر ۲۰۰۱  |
| ۱۳۱۶۲۸ | 2001 XX60   | ۱۰ دسامبر ۲۰۰۱  |
| ۱۳۱۶۲۹ | 2001 XB62   | ۱۰ دسامبر ۲۰۰۱  |
| ۱۳۱۶۳۰ | 2001 XO64   | ۱۰ دسامبر ۲۰۰۱  |
| ۱۳۱۶۳۱ | 2001 XQ66   | ۱۰ دسامبر ۲۰۰۱  |
| ۱۳۱۶۳۲ | 2001 XT66   | ۱۰ دسامبر ۲۰۰۱  |
| ۱۳۱۶۳۳ | 2001 XK67   | ۱۰ دسامبر ۲۰۰۱  |
| ۱۳۱۶۳۴ | 2001 XN68   | ۱۰ دسامبر ۲۰۰۱  |
| ۱۳۱۶۳۵ | 2001 XW71   | ۱۱ دسامبر ۲۰۰۱  |
| ۱۳۱۶۳۶ | 2001 XJ72   | ۱۱ دسامبر ۲۰۰۱  |
| ۱۳۱۶۳۷ | 2001 XU72   | ۱۱ دسامبر ۲۰۰۱  |
| ۱۳۱۶۳۸ | 2001 XB73   | ۱۱ دسامبر ۲۰۰۱  |
| ۱۳۱۶۳۹ | 2001 XE76   | ۱۱ دسامبر ۲۰۰۱  |
| ۱۳۱۶۴۰ | 2001 XK77   | ۱۱ دسامبر ۲۰۰۱  |
| ۱۳۱۶۴۱ | 2001 XX82   | ۱۱ دسامبر ۲۰۰۱  |
| ۱۳۱۶۴۲ | 2001 XO85   | ۱۱ دسامبر ۲۰۰۱  |
| ۱۳۱۶۴۳ | 2001 XS85   | ۱۱ دسامبر ۲۰۰۱  |
| ۱۳۱۶۴۴ | 2001 XM86   | ۱۱ دسامبر ۲۰۰۱  |
| ۱۳۱۶۴۵ | 2001 XS87   | ۱۳ دسامبر ۲۰۰۱  |
| ۱۳۱۶۴۶ | 2001 XH88   | ۱۴ دسامبر ۲۰۰۱  |
| ۱۳۱۶۴۷ | 2001 XP90   | ۱۰ دسامبر ۲۰۰۱  |
| ۱۳۱۶۴۸ | 2001 XH99   | ۱۰ دسامبر ۲۰۰۱  |
| ۱۳۱۶۴۹ | 2001 XK101  | ۱۰ دسامبر ۲۰۰۱  |
| ۱۳۱۶۵۰ | 2001 XA103  | ۱۴ دسامبر ۲۰۰۱  |
| ۱۳۱۶۵۱ | 2001 XC105  | ۱۴ دسامبر ۲۰۰۱  |
| ۱۳۱۶۵۲ | 2001 XM105  | ۹ دسامبر ۲۰۰۱   |
| ۱۳۱۶۵۳ | 2001 XO106  | ۱۰ دسامبر ۲۰۰۱  |
| ۱۳۱۶۵۴ | 2001 XC107  | ۱۰ دسامبر ۲۰۰۱  |
| ۱۳۱۶۵۵ | 2001 XT112  | ۱۱ دسامبر ۲۰۰۱  |
| ۱۳۱۶۵۶ | 2001 XL114  | ۱۳ دسامبر ۲۰۰۱  |
| ۱۳۱۶۵۷ | 2001 XP114  | ۱۳ دسامبر ۲۰۰۱  |
| ۱۳۱۶۵۸ | 2001 XM118  | ۱۳ دسامبر ۲۰۰۱  |
| ۱۳۱۶۵۹ | 2001 XQ134  | ۱۴ دسامبر ۲۰۰۱  |
| ۱۳۱۶۶۰ | 2001 XM144  | ۱۴ دسامبر ۲۰۰۱  |
| ۱۳۱۶۶۱ | 2001 XX146  | ۱۴ دسامبر ۲۰۰۱  |
| ۱۳۱۶۶۲ | 2001 XX149  | ۱۴ دسامبر ۲۰۰۱  |
| ۱۳۱۶۶۳ | 2001 XE150  | ۱۴ دسامبر ۲۰۰۱  |
| ۱۳۱۶۶۴ | 2001 XZ164  | ۱۴ دسامبر ۲۰۰۱  |
| ۱۳۱۶۶۵ | 2001 XA167  | ۱۴ دسامبر ۲۰۰۱  |
| ۱۳۱۶۶۶ | 2001 XC167  | ۱۴ دسامبر ۲۰۰۱  |
| ۱۳۱۶۶۷ | 2001 XW168  | ۱۴ دسامبر ۲۰۰۱  |
| ۱۳۱۶۶۸ | 2001 XO171  | ۱۴ دسامبر ۲۰۰۱  |
| ۱۳۱۶۶۹ | 2001 XP175  | ۱۴ دسامبر ۲۰۰۱  |
| ۱۳۱۶۷۰ | 2001 XJ176  | ۱۴ دسامبر ۲۰۰۱  |
| ۱۳۱۶۷۱ | 2001 XQ176  | ۱۴ دسامبر ۲۰۰۱  |
| ۱۳۱۶۷۲ | 2001 XV177  | ۱۴ دسامبر ۲۰۰۱  |
| ۱۳۱۶۷۳ | 2001 XH179  | ۱۴ دسامبر ۲۰۰۱  |
| ۱۳۱۶۷۴ | 2001 XE183  | ۱۴ دسامبر ۲۰۰۱  |
| ۱۳۱۶۷۵ | 2001 XG184  | ۱۴ دسامبر ۲۰۰۱  |
| ۱۳۱۶۷۶ | 2001 XY184  | ۱۴ دسامبر ۲۰۰۱  |
| ۱۳۱۶۷۷ | 2001 XZ184  | ۱۴ دسامبر ۲۰۰۱  |
| ۱۳۱۶۷۸ | 2001 XV186  | ۱۴ دسامبر ۲۰۰۱  |
| ۱۳۱۶۷۹ | 2001 XY186  | ۱۴ دسامبر ۲۰۰۱  |
| ۱۳۱۶۸۰ | 2001 XK187  | ۱۴ دسامبر ۲۰۰۱  |
| ۱۳۱۶۸۱ | 2001 XK189  | ۱۴ دسامبر ۲۰۰۱  |
| ۱۳۱۶۸۲ | 2001 XX192  | ۱۴ دسامبر ۲۰۰۱  |
| ۱۳۱۶۸۳ | 2001 XP194  | ۱۴ دسامبر ۲۰۰۱  |
| ۱۳۱۶۸۴ | 2001 XG197  | ۱۴ دسامبر ۲۰۰۱  |
| ۱۳۱۶۸۵ | 2001 XH201  | ۱۰ دسامبر ۲۰۰۱  |
| ۱۳۱۶۸۶ | 2001 XG204  | ۱۱ دسامبر ۲۰۰۱  |
| ۱۳۱۶۸۷ | 2001 XW206  | ۱۱ دسامبر ۲۰۰۱  |
| ۱۳۱۶۸۸ | 2001 XW207  | ۱۱ دسامبر ۲۰۰۱  |
| ۱۳۱۶۸۹ | 2001 XT209  | ۱۱ دسامبر ۲۰۰۱  |
| ۱۳۱۶۹۰ | 2001 XR214  | ۱۱ دسامبر ۲۰۰۱  |
| ۱۳۱۶۹۱ | 2001 XN232  | ۱۵ دسامبر ۲۰۰۱  |
| ۱۳۱۶۹۲ | 2001 XK233  | ۱۵ دسامبر ۲۰۰۱  |
| ۱۳۱۶۹۳ | 2001 XC239  | ۱۵ دسامبر ۲۰۰۱  |
| ۱۳۱۶۹۴ | 2001 XZ239  | ۱۵ دسامبر ۲۰۰۱  |
| ۱۳۱۶۹۵ | 2001 XS254  | ۹ دسامبر ۲۰۰۱   |
| ۱۳۱۶۹۶ | 2001 XT254  | ۹ دسامبر ۲۰۰۱   |
| ۱۳۱۶۹۷ | 2001 XH255  | ۱۱ دسامبر ۲۰۰۱  |
| ۱۳۱۶۹۸ | 2001 XS257  | ۷ دسامبر ۲۰۰۱   |
| ۱۳۱۶۹۸ | 2001 YA     | ۱۶ دسامبر ۲۰۰۱  |
| ۱۳۱۶۹۸ | 2001 YN     | ۱۷ دسامبر ۲۰۰۱  |
| ۱۳۱۶۹۸ | 2001 YV     | ۱۸ دسامبر ۲۰۰۱  |
| ۱۳۱۷۰۲ | 2001 YZ3    | ۲۲ دسامبر ۲۰۰۱  |
| ۱۳۱۷۰۳ | 2001 YF9    | ۱۷ دسامبر ۲۰۰۱  |
| ۱۳۱۷۰۴ | 2001 YB10   | ۱۷ دسامبر ۲۰۰۱  |
| ۱۳۱۷۰۵ | 2001 YE11   | ۱۷ دسامبر ۲۰۰۱  |
| ۱۳۱۷۰۶ | 2001 YS18   | ۱۷ دسامبر ۲۰۰۱  |
| ۱۳۱۷۰۷ | 2001 YM39   | ۱۸ دسامبر ۲۰۰۱  |
| ۱۳۱۷۰۸ | 2001 YB44   | ۱۸ دسامبر ۲۰۰۱  |
| ۱۳۱۷۰۹ | 2001 YE49   | ۱۸ دسامبر ۲۰۰۱  |
| ۱۳۱۷۱۰ | 2001 YM50   | ۱۸ دسامبر ۲۰۰۱  |
| ۱۳۱۷۱۱ | 2001 YJ54   | ۱۸ دسامبر ۲۰۰۱  |
| ۱۳۱۷۱۲ | 2001 YE65   | ۱۸ دسامبر ۲۰۰۱  |
| ۱۳۱۷۱۳ | 2001 YN65   | ۱۸ دسامبر ۲۰۰۱  |
| ۱۳۱۷۱۴ | 2001 YZ70   | ۱۸ دسامبر ۲۰۰۱  |
| ۱۳۱۷۱۵ | 2001 YD71   | ۱۸ دسامبر ۲۰۰۱  |
| ۱۳۱۷۱۶ | 2001 YJ71   | ۱۸ دسامبر ۲۰۰۱  |
| ۱۳۱۷۱۷ | 2001 YL71   | ۱۸ دسامبر ۲۰۰۱  |
| ۱۳۱۷۱۸ | 2001 YB72   | ۱۸ دسامبر ۲۰۰۱  |
| ۱۳۱۷۱۹ | 2001 YR77   | ۱۸ دسامبر ۲۰۰۱  |
| ۱۳۱۷۲۰ | 2001 YG78   | ۱۸ دسامبر ۲۰۰۱  |
| ۱۳۱۷۲۱ | 2001 YK80   | ۱۸ دسامبر ۲۰۰۱  |
| ۱۳۱۷۲۲ | 2001 YR82   | ۱۸ دسامبر ۲۰۰۱  |
| ۱۳۱۷۲۳ | 2001 YT82   | ۱۸ دسامبر ۲۰۰۱  |
| ۱۳۱۷۲۴ | 2001 YZ83   | ۱۸ دسامبر ۲۰۰۱  |
| ۱۳۱۷۲۵ | 2001 YB86   | ۱۸ دسامبر ۲۰۰۱  |
| ۱۳۱۷۲۶ | 2001 YS86   | ۱۸ دسامبر ۲۰۰۱  |
| ۱۳۱۷۲۷ | 2001 YH87   | ۱۸ دسامبر ۲۰۰۱  |
| ۱۳۱۷۲۸ | 2001 YJ87   | ۱۸ دسامبر ۲۰۰۱  |
| ۱۳۱۷۲۹ | 2001 YP91   | ۱۷ دسامبر ۲۰۰۱  |
| ۱۳۱۷۳۰ | 2001 YE92   | ۱۸ دسامبر ۲۰۰۱  |
| ۱۳۱۷۳۱ | 2001 YX94   | ۱۷ دسامبر ۲۰۰۱  |
| ۱۳۱۷۳۲ | 2001 YC103  | ۱۷ دسامبر ۲۰۰۱  |
| ۱۳۱۷۳۳ | 2001 YY108  | ۱۸ دسامبر ۲۰۰۱  |
| ۱۳۱۷۳۴ | 2001 YK111  | ۱۸ دسامبر ۲۰۰۱  |
| ۱۳۱۷۳۵ | 2001 YG113  | ۱۹ دسامبر ۲۰۰۱  |
| ۱۳۱۷۳۶ | 2001 YB114  | ۱۹ دسامبر ۲۰۰۱  |
| ۱۳۱۷۳۷ | 2001 YD114  | ۱۹ دسامبر ۲۰۰۱  |
| ۱۳۱۷۳۸ | 2001 YF114  | ۱۹ دسامبر ۲۰۰۱  |
| ۱۳۱۷۳۹ | 2001 YJ115  | ۱۷ دسامبر ۲۰۰۱  |
| ۱۳۱۷۴۰ | 2001 YH117  | ۱۸ دسامبر ۲۰۰۱  |
| ۱۳۱۷۴۱ | 2001 YV121  | ۱۷ دسامبر ۲۰۰۱  |
| ۱۳۱۷۴۲ | 2001 YX121  | ۱۷ دسامبر ۲۰۰۱  |
| ۱۳۱۷۴۳ | 2001 YH125  | ۱۷ دسامبر ۲۰۰۱  |
| ۱۳۱۷۴۴ | 2001 YW125  | ۱۷ دسامبر ۲۰۰۱  |
| ۱۳۱۷۴۵ | 2001 YT130  | ۱۷ دسامبر ۲۰۰۱  |
| ۱۳۱۷۴۶ | 2001 YW130  | ۱۷ دسامبر ۲۰۰۱  |
| ۱۳۱۷۴۷ | 2001 YJ133  | ۲۱ دسامبر ۲۰۰۱  |
| ۱۳۱۷۴۸ | 2001 YU133  | ۲۰ دسامبر ۲۰۰۱  |
| ۱۳۱۷۴۹ | 2001 YE134  | ۱۷ دسامبر ۲۰۰۱  |
| ۱۳۱۷۵۰ | 2001 YS137  | ۲۲ دسامبر ۲۰۰۱  |
| ۱۳۱۷۵۱ | 2001 YT151  | ۱۹ دسامبر ۲۰۰۱  |
| ۱۳۱۷۵۲ | 2001 YQ154  | ۱۹ دسامبر ۲۰۰۱  |
| ۱۳۱۷۵۳ | 2001 YR154  | ۱۹ دسامبر ۲۰۰۱  |
| ۱۳۱۷۵۳ | 2002 AO     | ۵ ژانویه ۲۰۰۲   |
| ۱۳۱۷۵۵ | 2002 AN1    | ۶ ژانویه ۲۰۰۲   |
| ۱۳۱۷۵۶ | 2002 AQ1    | ۶ ژانویه ۲۰۰۲   |
| ۱۳۱۷۵۷ | 2002 AV2    | ۶ ژانویه ۲۰۰۲   |
| ۱۳۱۷۵۸ | 2002 AV5    | ۴ ژانویه ۲۰۰۲   |
| ۱۳۱۷۵۹ | 2002 AP8    | ۶ ژانویه ۲۰۰۲   |
| ۱۳۱۷۶۰ | 2002 AW9    | ۱۱ ژانویه ۲۰۰۲  |
| ۱۳۱۷۶۱ | 2002 AB10   | ۱۱ ژانویه ۲۰۰۲  |
| ۱۳۱۷۶۲ | Csonka      | ۱۱ ژانویه ۲۰۰۲  |
| ۱۳۱۷۶۳ | Donatbanki  | ۱۱ ژانویه ۲۰۰۲  |
| ۱۳۱۷۶۴ | 2002 AZ11   | ۱۰ ژانویه ۲۰۰۲  |
| ۱۳۱۷۶۵ | 2002 AF12   | ۱۰ ژانویه ۲۰۰۲  |
| ۱۳۱۷۶۶ | 2002 AT12   | ۱۰ ژانویه ۲۰۰۲  |
| ۱۳۱۷۶۷ | 2002 AZ12   | ۱۱ ژانویه ۲۰۰۲  |
| ۱۳۱۷۶۸ | 2002 AB14   | ۱۲ ژانویه ۲۰۰۲  |
| ۱۳۱۷۶۹ | 2002 AE15   | ۶ ژانویه ۲۰۰۲   |
| ۱۳۱۷۷۰ | 2002 AZ16   | ۵ ژانویه ۲۰۰۲   |
| ۱۳۱۷۷۱ | 2002 AB17   | ۵ ژانویه ۲۰۰۲   |
| ۱۳۱۷۷۲ | 2002 AV18   | ۱۳ ژانویه ۲۰۰۲  |
| ۱۳۱۷۷۳ | 2002 AW18   | ۱۳ ژانویه ۲۰۰۲  |
| ۱۳۱۷۷۴ | 2002 AZ18   | ۸ ژانویه ۲۰۰۲   |
| ۱۳۱۷۷۵ | 2002 AF20   | ۵ ژانویه ۲۰۰۲   |
| ۱۳۱۷۷۶ | 2002 AM20   | ۵ ژانویه ۲۰۰۲   |
| ۱۳۱۷۷۷ | 2002 AE21   | ۸ ژانویه ۲۰۰۲   |
| ۱۳۱۷۷۸ | 2002 AL23   | ۵ ژانویه ۲۰۰۲   |
| ۱۳۱۷۷۹ | 2002 AO23   | ۵ ژانویه ۲۰۰۲   |
| ۱۳۱۷۸۰ | 2002 AM24   | ۸ ژانویه ۲۰۰۲   |
| ۱۳۱۷۸۱ | 2002 AL25   | ۶ ژانویه ۲۰۰۲   |
| ۱۳۱۷۸۲ | 2002 AZ26   | ۱۴ ژانویه ۲۰۰۲  |
| ۱۳۱۷۸۳ | 2002 AE27   | ۱۴ ژانویه ۲۰۰۲  |
| ۱۳۱۷۸۴ | 2002 AL27   | ۵ ژانویه ۲۰۰۲   |
| ۱۳۱۷۸۵ | 2002 AU27   | ۷ ژانویه ۲۰۰۲   |
| ۱۳۱۷۸۶ | 2002 AH28   | ۷ ژانویه ۲۰۰۲   |
| ۱۳۱۷۸۷ | 2002 AR29   | ۸ ژانویه ۲۰۰۲   |
| ۱۳۱۷۸۸ | 2002 AS30   | ۹ ژانویه ۲۰۰۲   |
| ۱۳۱۷۸۹ | 2002 AU34   | ۱۰ ژانویه ۲۰۰۲  |
| ۱۳۱۷۹۰ | 2002 AH39   | ۹ ژانویه ۲۰۰۲   |
| ۱۳۱۷۹۱ | 2002 AU39   | ۹ ژانویه ۲۰۰۲   |
| ۱۳۱۷۹۲ | 2002 AC41   | ۹ ژانویه ۲۰۰۲   |
| ۱۳۱۷۹۳ | 2002 AF41   | ۹ ژانویه ۲۰۰۲   |
| ۱۳۱۷۹۴ | 2002 AJ46   | ۹ ژانویه ۲۰۰۲   |
| ۱۳۱۷۹۵ | 2002 AU50   | ۹ ژانویه ۲۰۰۲   |
| ۱۳۱۷۹۶ | 2002 AB51   | ۹ ژانویه ۲۰۰۲   |
| ۱۳۱۷۹۷ | 2002 AQ52   | ۹ ژانویه ۲۰۰۲   |
| ۱۳۱۷۹۸ | 2002 AV52   | ۹ ژانویه ۲۰۰۲   |
| ۱۳۱۷۹۹ | 2002 AD53   | ۹ ژانویه ۲۰۰۲   |
| ۱۳۱۸۰۰ | 2002 AM53   | ۹ ژانویه ۲۰۰۲   |
| ۱۳۱۸۰۱ | 2002 AU53   | ۹ ژانویه ۲۰۰۲   |
| ۱۳۱۸۰۲ | 2002 AR56   | ۹ ژانویه ۲۰۰۲   |
| ۱۳۱۸۰۳ | 2002 AD59   | ۹ ژانویه ۲۰۰۲   |
| ۱۳۱۸۰۴ | 2002 AY62   | ۱۱ ژانویه ۲۰۰۲  |
| ۱۳۱۸۰۵ | 2002 AE64   | ۱۱ ژانویه ۲۰۰۲  |
| ۱۳۱۸۰۶ | 2002 AS66   | ۱۲ ژانویه ۲۰۰۲  |
| ۱۳۱۸۰۷ | 2002 AN75   | ۸ ژانویه ۲۰۰۲   |
| ۱۳۱۸۰۸ | 2002 AB77   | ۸ ژانویه ۲۰۰۲   |
| ۱۳۱۸۰۹ | 2002 AW85   | ۹ ژانویه ۲۰۰۲   |
| ۱۳۱۸۱۰ | 2002 AV86   | ۹ ژانویه ۲۰۰۲   |
| ۱۳۱۸۱۱ | 2002 AC87   | ۹ ژانویه ۲۰۰۲   |
| ۱۳۱۸۱۲ | 2002 AK87   | ۹ ژانویه ۲۰۰۲   |
| ۱۳۱۸۱۳ | 2002 AR87   | ۹ ژانویه ۲۰۰۲   |
| ۱۳۱۸۱۴ | 2002 AW87   | ۹ ژانویه ۲۰۰۲   |
| ۱۳۱۸۱۵ | 2002 AT88   | ۹ ژانویه ۲۰۰۲   |
| ۱۳۱۸۱۶ | 2002 AS89   | ۱۱ ژانویه ۲۰۰۲  |
| ۱۳۱۸۱۷ | 2002 AH90   | ۱۱ ژانویه ۲۰۰۲  |
| ۱۳۱۸۱۸ | 2002 AB91   | ۱۳ ژانویه ۲۰۰۲  |
| ۱۳۱۸۱۹ | 2002 AO93   | ۸ ژانویه ۲۰۰۲   |
| ۱۳۱۸۲۰ | 2002 AX93   | ۸ ژانویه ۲۰۰۲   |
| ۱۳۱۸۲۱ | 2002 AG95   | ۸ ژانویه ۲۰۰۲   |
| ۱۳۱۸۲۲ | 2002 AM96   | ۸ ژانویه ۲۰۰۲   |
| ۱۳۱۸۲۳ | 2002 AY97   | ۸ ژانویه ۲۰۰۲   |
| ۱۳۱۸۲۴ | 2002 AQ98   | ۸ ژانویه ۲۰۰۲   |
| ۱۳۱۸۲۵ | 2002 AP99   | ۸ ژانویه ۲۰۰۲   |
| ۱۳۱۸۲۶ | 2002 AS101  | ۸ ژانویه ۲۰۰۲   |
| ۱۳۱۸۲۷ | 2002 AO102  | ۸ ژانویه ۲۰۰۲   |
| ۱۳۱۸۲۸ | 2002 AQ106  | ۹ ژانویه ۲۰۰۲   |
| ۱۳۱۸۲۹ | 2002 AM107  | ۹ ژانویه ۲۰۰۲   |
| ۱۳۱۸۳۰ | 2002 AQ107  | ۹ ژانویه ۲۰۰۲   |
| ۱۳۱۸۳۱ | 2002 AC108  | ۹ ژانویه ۲۰۰۲   |
| ۱۳۱۸۳۲ | 2002 AK108  | ۹ ژانویه ۲۰۰۲   |
| ۱۳۱۸۳۳ | 2002 AJ110  | ۹ ژانویه ۲۰۰۲   |
| ۱۳۱۸۳۴ | 2002 AO110  | ۹ ژانویه ۲۰۰۲   |
| ۱۳۱۸۳۵ | 2002 AJ113  | ۹ ژانویه ۲۰۰۲   |
| ۱۳۱۸۳۶ | 2002 AP113  | ۹ ژانویه ۲۰۰۲   |
| ۱۳۱۸۳۷ | 2002 AX113  | ۹ ژانویه ۲۰۰۲   |
| ۱۳۱۸۳۸ | 2002 AG115  | ۹ ژانویه ۲۰۰۲   |
| ۱۳۱۸۳۹ | 2002 AO116  | ۹ ژانویه ۲۰۰۲   |
| ۱۳۱۸۴۰ | 2002 AV116  | ۹ ژانویه ۲۰۰۲   |
| ۱۳۱۸۴۱ | 2002 AK117  | ۹ ژانویه ۲۰۰۲   |
| ۱۳۱۸۴۲ | 2002 AY117  | ۹ ژانویه ۲۰۰۲   |
| ۱۳۱۸۴۳ | 2002 AM118  | ۹ ژانویه ۲۰۰۲   |
| ۱۳۱۸۴۴ | 2002 AW119  | ۹ ژانویه ۲۰۰۲   |
| ۱۳۱۸۴۵ | 2002 AH120  | ۹ ژانویه ۲۰۰۲   |
| ۱۳۱۸۴۶ | 2002 AU120  | ۹ ژانویه ۲۰۰۲   |
| ۱۳۱۸۴۷ | 2002 AN121  | ۹ ژانویه ۲۰۰۲   |
| ۱۳۱۸۴۸ | 2002 AK123  | ۹ ژانویه ۲۰۰۲   |
| ۱۳۱۸۴۹ | 2002 AP125  | ۱۱ ژانویه ۲۰۰۲  |
| ۱۳۱۸۵۰ | 2002 AT125  | ۱۱ ژانویه ۲۰۰۲  |
| ۱۳۱۸۵۱ | 2002 AW125  | ۱۱ ژانویه ۲۰۰۲  |
| ۱۳۱۸۵۲ | 2002 AC128  | ۱۳ ژانویه ۲۰۰۲  |
| ۱۳۱۸۵۳ | 2002 AL129  | ۱۳ ژانویه ۲۰۰۲  |
| ۱۳۱۸۵۴ | 2002 AK130  | ۱۲ ژانویه ۲۰۰۲  |
| ۱۳۱۸۵۵ | 2002 AL132  | ۸ ژانویه ۲۰۰۲   |
| ۱۳۱۸۵۶ | 2002 AQ137  | ۹ ژانویه ۲۰۰۲   |
| ۱۳۱۸۵۷ | 2002 AY144  | ۱۳ ژانویه ۲۰۰۲  |
| ۱۳۱۸۵۸ | 2002 AC145  | ۱۳ ژانویه ۲۰۰۲  |
| ۱۳۱۸۵۹ | 2002 AS147  | ۱۴ ژانویه ۲۰۰۲  |
| ۱۳۱۸۶۰ | 2002 AN148  | ۱۱ ژانویه ۲۰۰۲  |
| ۱۳۱۸۶۱ | 2002 AS148  | ۱۱ ژانویه ۲۰۰۲  |
| ۱۳۱۸۶۲ | 2002 AA151  | ۱۴ ژانویه ۲۰۰۲  |
| ۱۳۱۸۶۳ | 2002 AG152  | ۱۴ ژانویه ۲۰۰۲  |
| ۱۳۱۸۶۴ | 2002 AM152  | ۱۴ ژانویه ۲۰۰۲  |
| ۱۳۱۸۶۵ | 2002 AD153  | ۱۴ ژانویه ۲۰۰۲  |
| ۱۳۱۸۶۶ | 2002 AG153  | ۱۴ ژانویه ۲۰۰۲  |
| ۱۳۱۸۶۷ | 2002 AA154  | ۱۴ ژانویه ۲۰۰۲  |
| ۱۳۱۸۶۸ | 2002 AW154  | ۱۴ ژانویه ۲۰۰۲  |
| ۱۳۱۸۶۹ | 2002 AJ155  | ۱۴ ژانویه ۲۰۰۲  |
| ۱۳۱۸۷۰ | 2002 AU156  | ۱۳ ژانویه ۲۰۰۲  |
| ۱۳۱۸۷۱ | 2002 AP157  | ۱۳ ژانویه ۲۰۰۲  |
| ۱۳۱۸۷۲ | 2002 AN158  | ۱۳ ژانویه ۲۰۰۲  |
| ۱۳۱۸۷۳ | 2002 AJ159  | ۱۳ ژانویه ۲۰۰۲  |
| ۱۳۱۸۷۴ | 2002 AP160  | ۱۳ ژانویه ۲۰۰۲  |
| ۱۳۱۸۷۵ | 2002 AR161  | ۱۳ ژانویه ۲۰۰۲  |
| ۱۳۱۸۷۶ | 2002 AZ161  | ۱۳ ژانویه ۲۰۰۲  |
| ۱۳۱۸۷۷ | 2002 AG163  | ۱۳ ژانویه ۲۰۰۲  |
| ۱۳۱۸۷۸ | 2002 AY163  | ۱۳ ژانویه ۲۰۰۲  |
| ۱۳۱۸۷۹ | 2002 AR164  | ۱۳ ژانویه ۲۰۰۲  |
| ۱۳۱۸۸۰ | 2002 AV164  | ۱۳ ژانویه ۲۰۰۲  |
| ۱۳۱۸۸۱ | 2002 AZ165  | ۱۳ ژانویه ۲۰۰۲  |
| ۱۳۱۸۸۲ | 2002 AA166  | ۱۳ ژانویه ۲۰۰۲  |
| ۱۳۱۸۸۳ | 2002 AF166  | ۱۳ ژانویه ۲۰۰۲  |
| ۱۳۱۸۸۴ | 2002 AJ166  | ۱۳ ژانویه ۲۰۰۲  |
| ۱۳۱۸۸۵ | 2002 AP168  | ۱۴ ژانویه ۲۰۰۲  |
| ۱۳۱۸۸۶ | 2002 AU168  | ۱۵ ژانویه ۲۰۰۲  |
| ۱۳۱۸۸۷ | 2002 AC175  | ۱۴ ژانویه ۲۰۰۲  |
| ۱۳۱۸۸۸ | 2002 AY177  | ۱۴ ژانویه ۲۰۰۲  |
| ۱۳۱۸۸۹ | 2002 AD179  | ۱۴ ژانویه ۲۰۰۲  |
| ۱۳۱۸۹۰ | 2002 AE179  | ۱۴ ژانویه ۲۰۰۲  |
| ۱۳۱۸۹۱ | 2002 AQ179  | ۱۴ ژانویه ۲۰۰۲  |
| ۱۳۱۸۹۲ | 2002 AJ182  | ۵ ژانویه ۲۰۰۲   |
| ۱۳۱۸۹۳ | 2002 AW182  | ۵ ژانویه ۲۰۰۲   |
| ۱۳۱۸۹۴ | 2002 AK184  | ۷ ژانویه ۲۰۰۲   |
| ۱۳۱۸۹۵ | 2002 AH186  | ۸ ژانویه ۲۰۰۲   |
| ۱۳۱۸۹۶ | 2002 AQ189  | ۱۰ ژانویه ۲۰۰۲  |
| ۱۳۱۸۹۷ | 2002 AL198  | ۸ ژانویه ۲۰۰۲   |
| ۱۳۱۸۹۸ | 2002 BB1    | ۱۹ ژانویه ۲۰۰۲  |
| ۱۳۱۸۹۹ | 2002 BC1    | ۱۹ ژانویه ۲۰۰۲  |
| ۱۳۱۹۰۰ | 2002 BG1    | ۱۹ ژانویه ۲۰۰۲  |
| ۱۳۱۹۰۱ | 2002 BY1    | ۲۱ ژانویه ۲۰۰۲  |
| ۱۳۱۹۰۲ | 2002 BA2    | ۲۱ ژانویه ۲۰۰۲  |
| ۱۳۱۹۰۳ | 2002 BE7    | ۱۸ ژانویه ۲۰۰۲  |
| ۱۳۱۹۰۴ | 2002 BD8    | ۱۸ ژانویه ۲۰۰۲  |
| ۱۳۱۹۰۵ | 2002 BQ9    | ۱۸ ژانویه ۲۰۰۲  |
| ۱۳۱۹۰۶ | 2002 BA10   | ۱۸ ژانویه ۲۰۰۲  |
| ۱۳۱۹۰۷ | 2002 BG14   | ۱۹ ژانویه ۲۰۰۲  |
| ۱۳۱۹۰۸ | 2002 BO14   | ۱۹ ژانویه ۲۰۰۲  |
| ۱۳۱۹۰۹ | 2002 BX14   | ۱۹ ژانویه ۲۰۰۲  |
| ۱۳۱۹۱۰ | 2002 BR15   | ۱۹ ژانویه ۲۰۰۲  |
| ۱۳۱۹۱۱ | 2002 BC16   | ۱۹ ژانویه ۲۰۰۲  |
| ۱۳۱۹۱۲ | 2002 BQ16   | ۱۹ ژانویه ۲۰۰۲  |
| ۱۳۱۹۱۳ | 2002 BA17   | ۱۹ ژانویه ۲۰۰۲  |
| ۱۳۱۹۱۴ | 2002 BD17   | ۱۹ ژانویه ۲۰۰۲  |
| ۱۳۱۹۱۵ | 2002 BB18   | ۲۱ ژانویه ۲۰۰۲  |
| ۱۳۱۹۱۶ | 2002 BJ18   | ۲۱ ژانویه ۲۰۰۲  |
| ۱۳۱۹۱۷ | 2002 BM19   | ۲۱ ژانویه ۲۰۰۲  |
| ۱۳۱۹۱۸ | 2002 BA20   | ۲۲ ژانویه ۲۰۰۲  |
| ۱۳۱۹۱۹ | 2002 BM24   | ۲۳ ژانویه ۲۰۰۲  |
| ۱۳۱۹۲۰ | 2002 BA27   | ۱۹ ژانویه ۲۰۰۲  |
| ۱۳۱۹۲۱ | 2002 BH27   | ۱۹ ژانویه ۲۰۰۲  |
| ۱۳۱۹۲۲ | 2002 BX28   | ۱۹ ژانویه ۲۰۰۲  |
| ۱۳۱۹۲۳ | 2002 CR1    | ۴ فوریه ۲۰۰۲    |
| ۱۳۱۹۲۴ | 2002 CT1    | ۳ فوریه ۲۰۰۲    |
| ۱۳۱۹۲۵ | 2002 CB2    | ۳ فوریه ۲۰۰۲    |
| ۱۳۱۹۲۶ | 2002 CQ2    | ۳ فوریه ۲۰۰۲    |
| ۱۳۱۹۲۷ | 2002 CE3    | ۳ فوریه ۲۰۰۲    |
| ۱۳۱۹۲۸ | 2002 CV4    | ۵ فوریه ۲۰۰۲    |
| ۱۳۱۹۲۹ | 2002 CN5    | ۴ فوریه ۲۰۰۲    |
| ۱۳۱۹۳۰ | 2002 CC6    | ۴ فوریه ۲۰۰۲    |
| ۱۳۱۹۳۱ | 2002 CQ8    | ۵ فوریه ۲۰۰۲    |
| ۱۳۱۹۳۲ | 2002 CB11   | ۶ فوریه ۲۰۰۲    |
| ۱۳۱۹۳۳ | 2002 CC13   | ۸ فوریه ۲۰۰۲    |
| ۱۳۱۹۳۴ | 2002 CF13   | ۸ فوریه ۲۰۰۲    |
| ۱۳۱۹۳۵ | 2002 CW13   | ۸ فوریه ۲۰۰۲    |
| ۱۳۱۹۳۶ | 2002 CQ14   | ۹ فوریه ۲۰۰۲    |
| ۱۳۱۹۳۷ | 2002 CB15   | ۹ فوریه ۲۰۰۲    |
| ۱۳۱۹۳۸ | 2002 CC15   | ۹ فوریه ۲۰۰۲    |
| ۱۳۱۹۳۹ | 2002 CH15   | ۹ فوریه ۲۰۰۲    |
| ۱۳۱۹۴۰ | 2002 CR24   | ۶ فوریه ۲۰۰۲    |
| ۱۳۱۹۴۱ | 2002 CB25   | ۷ فوریه ۲۰۰۲    |
| ۱۳۱۹۴۲ | 2002 CC28   | ۶ فوریه ۲۰۰۲    |
| ۱۳۱۹۴۳ | 2002 CS28   | ۶ فوریه ۲۰۰۲    |
| ۱۳۱۹۴۴ | 2002 CF29   | ۶ فوریه ۲۰۰۲    |
| ۱۳۱۹۴۵ | 2002 CL29   | ۶ فوریه ۲۰۰۲    |
| ۱۳۱۹۴۶ | 2002 CQ30   | ۶ فوریه ۲۰۰۲    |
| ۱۳۱۹۴۷ | 2002 CM31   | ۶ فوریه ۲۰۰۲    |
| ۱۳۱۹۴۸ | 2002 CS31   | ۶ فوریه ۲۰۰۲    |
| ۱۳۱۹۴۹ | 2002 CC33   | ۶ فوریه ۲۰۰۲    |
| ۱۳۱۹۵۰ | 2002 CO33   | ۶ فوریه ۲۰۰۲    |
| ۱۳۱۹۵۱ | 2002 CS33   | ۶ فوریه ۲۰۰۲    |
| ۱۳۱۹۵۲ | 2002 CQ34   | ۶ فوریه ۲۰۰۲    |
| ۱۳۱۹۵۳ | 2002 CB36   | ۷ فوریه ۲۰۰۲    |
| ۱۳۱۹۵۴ | 2002 CD36   | ۷ فوریه ۲۰۰۲    |
| ۱۳۱۹۵۵ | 2002 CS36   | ۷ فوریه ۲۰۰۲    |
| ۱۳۱۹۵۶ | 2002 CK37   | ۷ فوریه ۲۰۰۲    |
| ۱۳۱۹۵۷ | 2002 CG39   | ۱۱ فوریه ۲۰۰۲   |
| ۱۳۱۹۵۸ | 2002 CS41   | ۷ فوریه ۲۰۰۲    |
| ۱۳۱۹۵۹ | 2002 CJ42   | ۷ فوریه ۲۰۰۲    |
| ۱۳۱۹۶۰ | 2002 CB43   | ۱۲ فوریه ۲۰۰۲   |
| ۱۳۱۹۶۱ | 2002 CD43   | ۱۲ فوریه ۲۰۰۲   |
| ۱۳۱۹۶۲ | 2002 CG45   | ۸ فوریه ۲۰۰۲    |
| ۱۳۱۹۶۳ | 2002 CT49   | ۳ فوریه ۲۰۰۲    |
| ۱۳۱۹۶۴ | 2002 CY49   | ۳ فوریه ۲۰۰۲    |
| ۱۳۱۹۶۵ | 2002 CU50   | ۱۲ فوریه ۲۰۰۲   |
| ۱۳۱۹۶۶ | 2002 CP51   | ۱۲ فوریه ۲۰۰۲   |
| ۱۳۱۹۶۷ | 2002 CR52   | ۱۲ فوریه ۲۰۰۲   |
| ۱۳۱۹۶۸ | 2002 CY52   | ۷ فوریه ۲۰۰۲    |
| ۱۳۱۹۶۹ | 2002 CG53   | ۷ فوریه ۲۰۰۲    |
| ۱۳۱۹۷۰ | 2002 CW53   | ۷ فوریه ۲۰۰۲    |
| ۱۳۱۹۷۱ | 2002 CQ54   | ۷ فوریه ۲۰۰۲    |
| ۱۳۱۹۷۲ | 2002 CG56   | ۷ فوریه ۲۰۰۲    |
| ۱۳۱۹۷۳ | 2002 CK56   | ۷ فوریه ۲۰۰۲    |
| ۱۳۱۹۷۴ | 2002 CQ57   | ۷ فوریه ۲۰۰۲    |
| ۱۳۱۹۷۵ | 2002 CB58   | ۷ فوریه ۲۰۰۲    |
| ۱۳۱۹۷۶ | 2002 CM61   | ۶ فوریه ۲۰۰۲    |
| ۱۳۱۹۷۷ | 2002 CB62   | ۶ فوریه ۲۰۰۲    |
| ۱۳۱۹۷۸ | 2002 CE62   | ۶ فوریه ۲۰۰۲    |
| ۱۳۱۹۷۹ | 2002 CJ64   | ۶ فوریه ۲۰۰۲    |
| ۱۳۱۹۸۰ | 2002 CG70   | ۷ فوریه ۲۰۰۲    |
| ۱۳۱۹۸۱ | 2002 CQ72   | ۷ فوریه ۲۰۰۲    |
| ۱۳۱۹۸۲ | 2002 CQ73   | ۷ فوریه ۲۰۰۲    |
| ۱۳۱۹۸۳ | 2002 CH77   | ۷ فوریه ۲۰۰۲    |
| ۱۳۱۹۸۴ | 2002 CZ77   | ۷ فوریه ۲۰۰۲    |
| ۱۳۱۹۸۵ | 2002 CL80   | ۷ فوریه ۲۰۰۲    |
| ۱۳۱۹۸۶ | 2002 CF81   | ۷ فوریه ۲۰۰۲    |
| ۱۳۱۹۸۷ | 2002 CR82   | ۷ فوریه ۲۰۰۲    |
| ۱۳۱۹۸۸ | 2002 CS83   | ۷ فوریه ۲۰۰۲    |
| ۱۳۱۹۸۹ | 2002 CF87   | ۷ فوریه ۲۰۰۲    |
| ۱۳۱۹۹۰ | 2002 CX89   | ۷ فوریه ۲۰۰۲    |
| ۱۳۱۹۹۱ | 2002 CU92   | ۷ فوریه ۲۰۰۲    |
| ۱۳۱۹۹۲ | 2002 CE94   | ۷ فوریه ۲۰۰۲    |
| ۱۳۱۹۹۳ | 2002 CQ94   | ۷ فوریه ۲۰۰۲    |
| ۱۳۱۹۹۴ | 2002 CH95   | ۷ فوریه ۲۰۰۲    |
| ۱۳۱۹۹۵ | 2002 CT95   | ۷ فوریه ۲۰۰۲    |
| ۱۳۱۹۹۶ | 2002 CC96   | ۷ فوریه ۲۰۰۲    |
| ۱۳۱۹۹۷ | 2002 CM97   | ۷ فوریه ۲۰۰۲    |
| ۱۳۱۹۹۸ | 2002 CP97   | ۷ فوریه ۲۰۰۲    |
| ۱۳۱۹۹۹ | 2002 CT97   | ۷ فوریه ۲۰۰۲    |
| ۱۳۲۰۰۰ | 2002 CZ97   | ۷ فوریه ۲۰۰۲    |